# Black Metal
Black Metal ist eine Subkultur des Metal, die in den 1980er Jahren entstand und sich insbesondere in Norwegen und Schweden und daraufhin in Nord- und Mitteleuropa rasch ausbreitete.
Der Begriff wurde ursprünglich für Metalbands mit satanistischen Texten verwendet. Seit den 1990er-Jahren wird außerdem eine musikalische Definition angewandt, die sich an der Spielweise der norwegischen Szene orientiert und auch Bands mit heidnischen, nihilistischen oder misanthropischen Inhalten betrifft; manche traditionelle Anhänger lehnen diese moderneren Formen jedoch ab. Die musikalische Definition bezieht sich in der Regel auf den gutturalen Gesang, der von sehr hohem „Schreien“ bis hin zu tiefem „Gekrächze“ reichen kann, eine rohe Produktion („lo-fi“), und im Gegensatz zum Death Metal nicht tiefer gestimmte E-Gitarren. Beim Gitarrenspiel überwiegen monotone Riffs. Am Schlagzeug dominieren (außer in langsamen Passagen) Doublebass und Blastbeats. Vereinzelt werden unter anderem auch Tasteninstrumente zum Aufbau eher orchestraler Momente verwendet. Diese Definition umfasst jedoch den jeweiligen Stil zahlreicher Black-Metal-Bands nicht; zu dieser Zeit hatten neben der norwegischen unter anderem auch die griechische und finnische Szene eigene Stile entwickelt.
Der Szene lastet der Ruf an, von Menschen mit nationalistischer, nationalsozialistischer, rassistischer oder zumindest ausgeprägter patriotischer Einstellung dominiert zu werden, dies vor allem aufgrund einiger Zeitungsartikel und Äußerungen einzelner Musiker sowie der in den 1990er-Jahren aus Teilen der Szene hervorgegangenen NSBM-Strömung. Von Außenstehenden wird die Szene hauptsächlich wegen krimineller Akte, die von Mitgliedern verübt wurden, wahrgenommen. So werden primär die verurteilten Mörder und Rechtsextremisten Varg Vikernes und Hendrik Möbus sowie zahlreiche Kirchenbrandstiftungen in Norwegen mit dem Black Metal assoziiert. Außerdem wird der Szene oftmals vorgeworfen, sich nicht deutlich genug von Bands mit nationalsozialistischer Gesinnung zu distanzieren beziehungsweise diese sogar zu dulden.

## Entwicklung und Geschichte

### Vorreiter

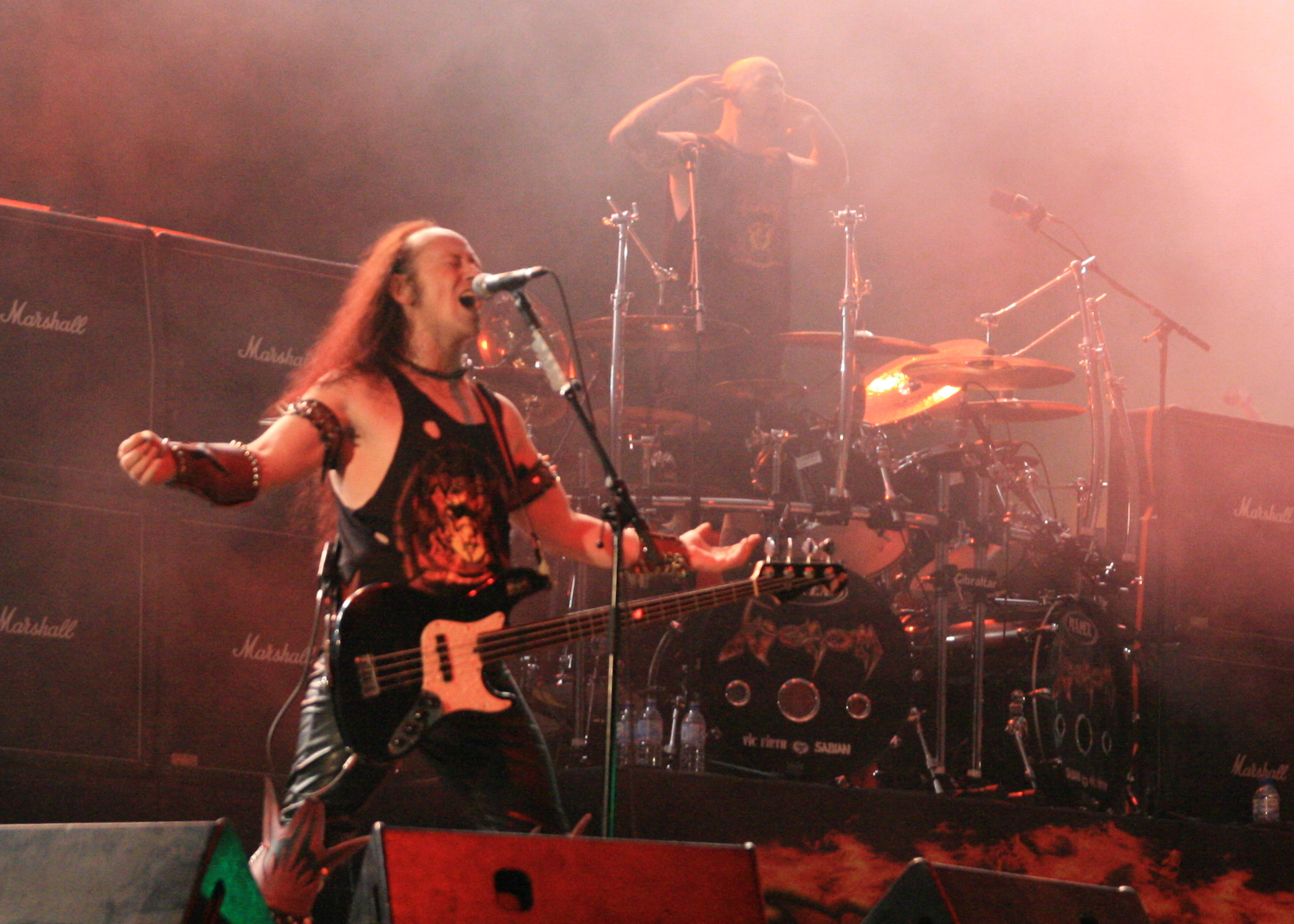
Venom aus dem Vereinigten Königreich gab dem Black Metal seinen Namen

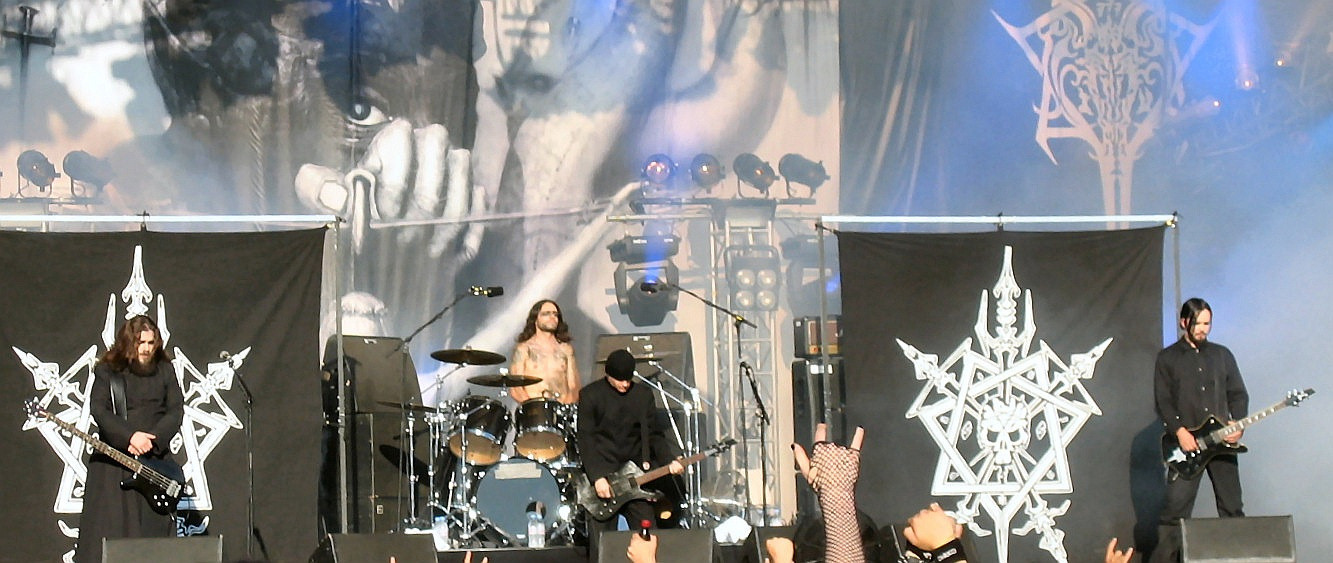
Celtic Frost aus der Schweiz gehörten zu den Bands der ersten Generation des Black Metal

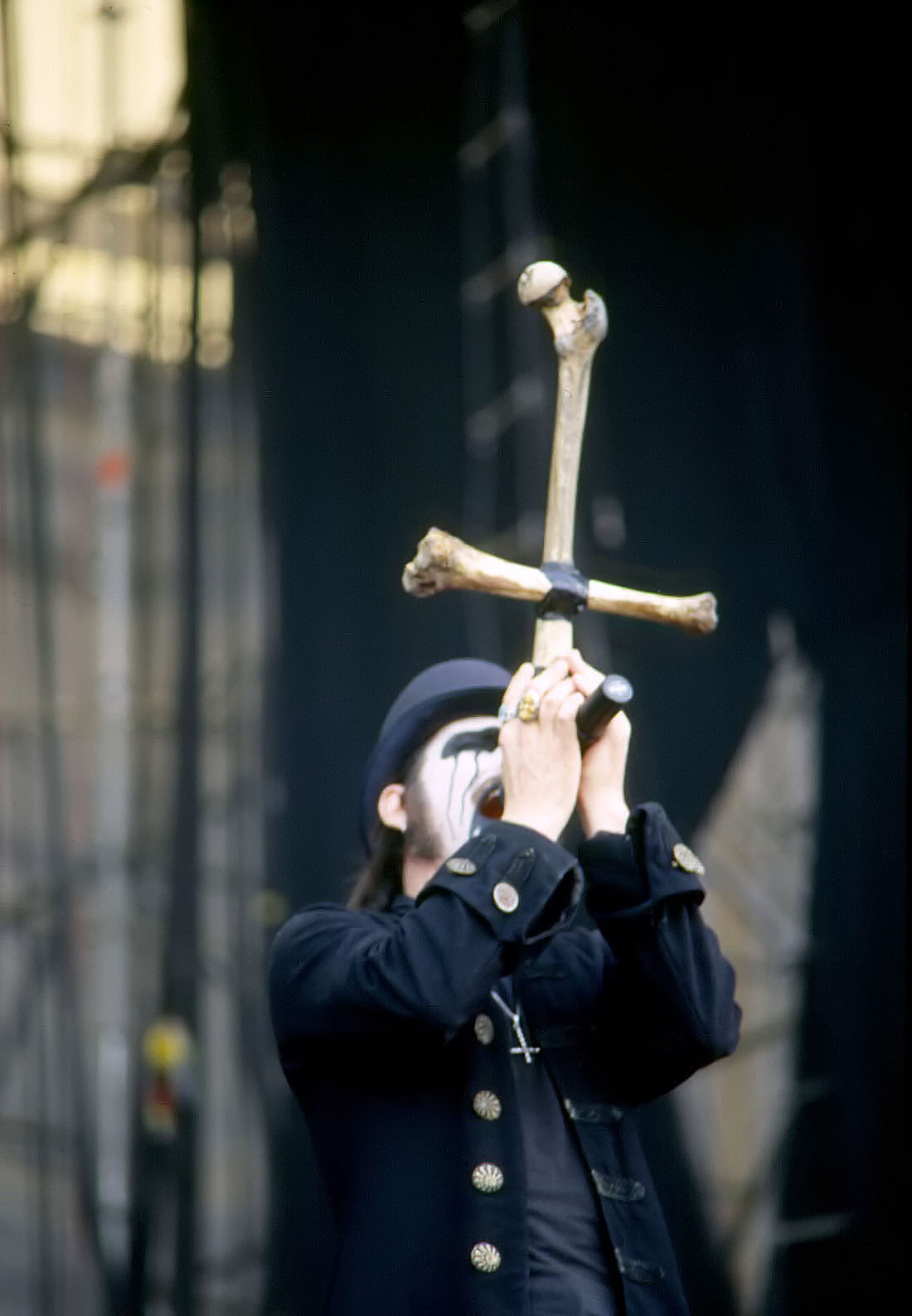
King Diamond von Mercyful Fate mit einer frühen Form des Corpsepaint

Der Begriff Black Metal tauchte erstmals 1980 im Titel der ersten Demoaufnahme der Band Holy Moses, Black Metal Masters, auf. Allerdings gilt Venom mit dem 1982 veröffentlichten Album Black Metal als Namensgeber und Initiator. Venom kokettierte mit Satanismus, ihr Stil war technisch simpler, der Gesang und die Produktion weniger klar als damals im Metal üblich. Die Bandmitglieder verwendeten Pseudonyme (Cronos, Mantas und Abaddon), was für die damalige Zeit ebenfalls unüblich war, im Black Metal jedoch zum Normalfall wurde.
Im gleichen Jahr veröffentlichte auch die dänische Band Mercyful Fate ihre gleichnamige erste EP. Musikalisch hatte die Band aufgrund ihrer Einflüsse aus dem Progressive Rock, dem epischen Hard Rock der 1970er Jahre und dem traditionellen Heavy Metal sowie des Gesangs von King Diamond im Falsett wenig Gemeinsamkeiten mit dem späteren Black Metal und wurde seltener kopiert als andere Vorreiter, „obwohl ihr Einfluss auf das Genre gar nicht genug gewürdigt werden kann“. Diamond bemalte sein Gesicht mit einer frühen Form des Corpsepaint und setzte Bühneneffekte wie die „explodierende Nonne“ am Ende von Auftritten oder das brennende Kreuz bei einem Auftritt in Amsterdam um 1983 ein; bei einem Auftritt hielt die Band auf der Bühne eine Schwarze Messe ab, für die sie das Blut ihres Managers Ole Bang nutzte. Durch ihr „gehobenes Tempo, eine aggressive Leadgitarre, packende Harmonien, rhythmisch variables Songwriting und diese düstere Atmosphäre, die Demon und Witchfinder General blass aussehen ließ“, sorgte die Band mit ihrer EP „nach nur einem Jahr gemeinsamer semi-professioneller Demoaufnahmen für Furore“. Während Diamond seine satanischen Texte später „auf ein wesentlich höheres sprachliches Niveau bringen“ sollte, war Nuns Have No Fun „nicht weniger explizit als der frühe Venom-Stoff“. 1983 folgte das Debüt Melissa; aufgrund der Hard-Rock-Einflüsse sind „[d]ie Twin-Gitarren des Openers ‚Evil‘ […] eher an Thin Lizzy als an Iron Maiden angelehnt, auch das Riffing zeigt noch Querverweise speziell zu britischen Institutionen. Das ‚Into The Coven‘-Intro flirtet mit Klassikmelodien.“ Zur atmosphärischen Gestaltung von Don’t Break the Oath wurden außerdem läutende Glocken, sphärische Keyboards, Regengeräusche und eine Kirchenorgel eingesetzt.
1984 veröffentlichte die schwedische Band Bathory ihr gleichnamiges Debüt-Album, mit dem der typische Krächzgesang aufkam und dessen roher Proberaum-Klang den Standard des „schmutzigen“ Klangs setzte, der dem Black Metal seither eigen ist. Bald begann dieser neue Stil sich vor allem in Skandinavien zu verbreiten. Fenriz von Darkthrone beschrieb die Gitarrenspieltechnik, die Quorthon auf dem 1987er Album Under the Sign of the Black Mark erstmals verwendete, als wegweisend für das, was später als norwegischer Black-Metal-Stil bezeichnet wurde.
Ebenfalls als Einflüsse der späteren Black-Metal-Bewegung zählen die venom-inspirierten Werke von Hellhammer und die ersten Alben ihrer Nachfolgeband Celtic Frost, bei der ebenfalls eine frühe Form des Corpsepaint zu finden ist. Für Martin „Ain“ Stricker von Celtic Frost war Corpsepaint, verbunden mit Lederkleidung und Patronengurten, Ausdruck eines Selbstfindungsprozesses als Ausweg aus seiner streng katholischen Erziehung. Mirai Kawashima bezeichnet ihr Album Into the Pandemonium von 1987, das damals von zahlreichen Fans negativ aufgenommen wurde, zusammen mit Bathorys Under the Sign of the Black Mark als Schablone des heutigen Black Metal und wichtigen Einfluss für seine Band Sigh. Ebenfalls einflussreich und laut Øystein „Euronymous“ Aarseth unterschätzt waren die westdeutschen Bands Sodom und Destruction. Euronymous’ Band Mayhem veröffentlichte 1986 ihr in extrem schlechter Tonqualität und mit kaum hörbarem Gesang aufgenommenes erstes Demo Pure Fucking Armageddon, das als besonders extrem galt und von Metalion im Slayer als „the goriest demo ever“ bezeichnet wurde. Diese und einige weitere Bands wie Bulldozer werden allgemein als „erste Welle des Black Metal“ bezeichnet. Bis auf ihr satanisches Auftreten und entsprechende Texte hatten die meisten dieser Bands jedoch wenig gemein und konstituierten keine eigene Szene oder Sub-Szene. Auch im damals kommunistisch regierten Osteuropa bildeten sich einzelne Gruppen, die ihre Musik über Tape-Trading verbreiteten. 1985 veröffentlichte die tschechische Band 666 eine Kassette namens Nekrofilie. Zwei darauf enthaltene Stücke erschienen 1987 auf der Kassette Witchhammer der bereits 1977 gegründeten Band Törr, zu der es personelle Überschneidungen gab.
Die satanistischen Bezüge waren meist wenig ernsthaft. Thomas „Warrior“ Fischer und Martin Stricker von Celtic Frost hatten die Veröffentlichungen von Anton Szandor LaVey gelesen und Kontakte zu einer der sich Grotten nennenden Untergruppe der Church of Satan. Allerdings standen sie jeder Form organisierter Religion ablehnend gegenüber, sahen die Theorien LaVeys sehr kritisch und hielten sie teilweise für aberwitzig. Das satanistische Image war für die Musiker Ausdruck von Individualismus und Rebellion, ohne dass sie sich einer bestimmten organisierten Strömung zugehörig fühlten. Das satanistische Image der amerikanischen Band Possessed hatte keinen ernstgemeinten Hintergrund, bis auf den Sänger und Gitarristen Ler LaLonde waren alle Musiker der Band katholisch erzogen; Gitarrist Jeff Becerra erklärte, dass er nicht sicher sei, ob es einen Gott oder Satan gebe, er sich aber für Satanismus und Okkultismus interessiere und Bücher mit Hell (‚Hölle‘) im Titel sammle. Zudem hätten viele Musiker der Szene Mitte der 1980er Jahre ein okkultes Image gepflegt, ohne viel darüber zu wissen. Die Band Venom erklärte in einem Interview 1985, dass sie weder „Satanismus, Okkultismus, die Hexerei oder sonst etwas“ verkünde und dass „Rock’n'Roll […] im Grunde genommen Entertainment [ist] und sonst gar nichts“. Auch Running Wild griff anfangs ein satanisches Image auf und wurde deshalb dem Black Metal zugeordnet; der damalige Gitarrist Gerald „Preacher“ Warnecke studierte zur Zeit des Debütalbums Gates to Purgatory allerdings Theologie und wurde später evangelischer Pfarrer in Köln. Rolf „Rock ’n’ Rolf“ Kasparek erklärte allerdings, er sei nicht religiös, und dass es für die Band eher ein politisches Symbol und der Teufel keine böse Figur gewesen sei, sondern ein Rebell, der alles in Frage stelle. Er halte das Spiel mit esoterischen Dingen jedoch für gefährlich. Da dies missverstanden wurde, wurden die Texte auf ihrem zweiten Album Branded and Exiled etwas klarer. Mit dem dritten Album Under Jolly Roger griff Running Wild schließlich ein neues Image auf und sang stattdessen über Piraten.
Eine Ausnahme stellte King Diamond, der Sänger von Mercyful Fate, dar. Er bezeichnete LaVeys Satanische Bibel als Inspirationsquelle, für ihn war Satanismus ein Lebensstil und das Wort Satan von „besondere[r] Bedeutung“. Er wurde Mitglied der Church of Satan und von LaVey zum Mitglied auf Lebenszeit ernannt.
Auch Steve Sylvester von der italienischen Band Death SS stellt eine Ausnahme dar; er versteht seine Band als magisches musikalisches Projekt, bei deren Gründung ein magisches Ritual vollzogen wurde, das die Band 2006 mit dem Album The Seventh Seal erfüllt hatte. Die Wiedervereinigung von 1988 verband er mit einem satanistischen Eid. Sylvester war lange Zeit Mitglied des Ordo Templi Orientis, über dessen italienischen Ableger er die Aufsicht hatte. Außerdem findet sich auf der EP Let the Sabbath Begin das von LaVey geschriebene Hymn of the Satanic Empire, or The Battle Hymn of the Apocalypse als Hommage an diesen.
Für die heutige Black-Metal-Subkultur maßgeblich war allerdings die Szene, die sich ab den späten 1980er Jahren entwickelte, insbesondere die Entwicklung der norwegischen Szene ab 1991.

### Ende der ersten Welle

Das Cover von Bathorys Album Blood Fire Death, mit dem die Band sich der nordischen Mythologie zuwandte.

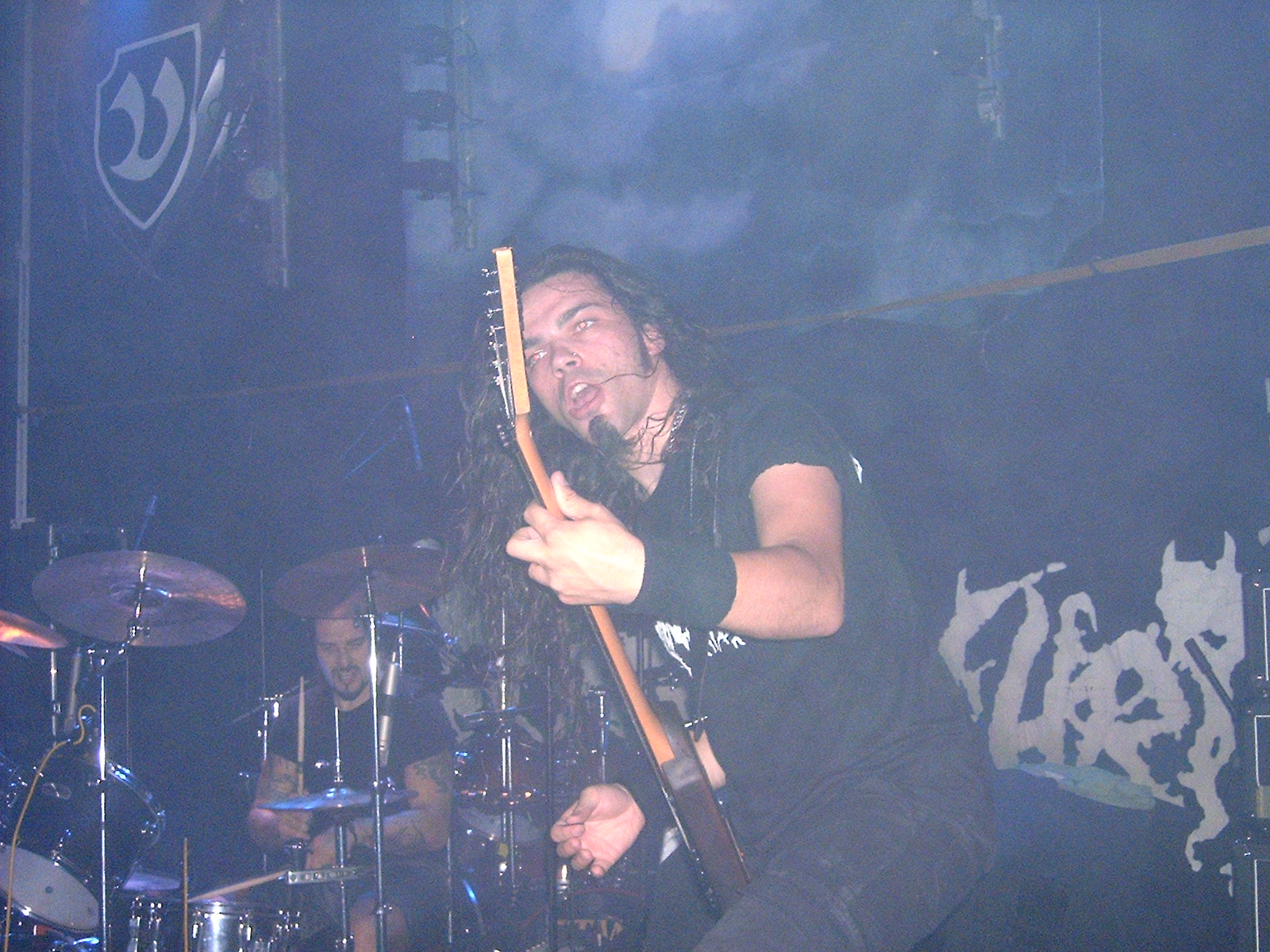
Rotting Christ gehörte zu den prägenden Bands des griechischen Black Metal

In der zweiten Hälfte der 1980er Jahre verlor die erste Welle des Black Metal zunehmend an Bedeutung. Die maßgeblichen Bands veränderten Stil und Image, während der neu entstehende (und teilweise auf die gleichen Bands zurückgehende) Death Metal an Popularität gewann. Bathory begründete damit in den späten 1980er Jahren auch den Viking Metal, der die nordische Mythologie thematisiert. Dennoch entstanden auch in dieser Zeit neue Bands und Tonträger, darunter die erste EP Deathcrush der norwegischen Band Mayhem (1987), Tormentors zweites Demo Anno Domini (1988) und die erste EP Medieval Prophecy von Samael aus der Schweiz; teilweise wurden auch sie dem Death Metal zugeordnet (so bezeichnete der Mayhem-Gitarrist Euronymous die Musik seiner Band damals als „Total Death Metal“). Allerdings entwickelten auch die neu entstehenden Bands in anderen Regionen regionale, eigene Spielarten, wenngleich heutige Bands vor allem von norwegischen Bands beeinflusst sind, die durch ihre außermusikalischen Aktivitäten zusätzliche Aufmerksamkeit erlangten.
In den 1980ern entstand in Südamerika eine große Metal-Szene, bereits 1984 nahmen die Kolumbianer Parabellum erste Demos auf, auf denen die Musik um einiges extremer war als die zeitgenössischer Thrash-Metal-Bands und welche von den Bands selbst als Ultra Metal bezeichnet wurde. Weitere Bands der Medellíner Metal-Szene waren Blasfemia und Reencarnacion. Die 1985 gegründete brasilianische Band Sarcófago wurde von der Webseite Metal Storm als erste Band mit „richtigem“ Corpsepaint bezeichnet, die mit dem Debüt I.N.R.I. einen wegweisenden Tonträger veröffentlichte.

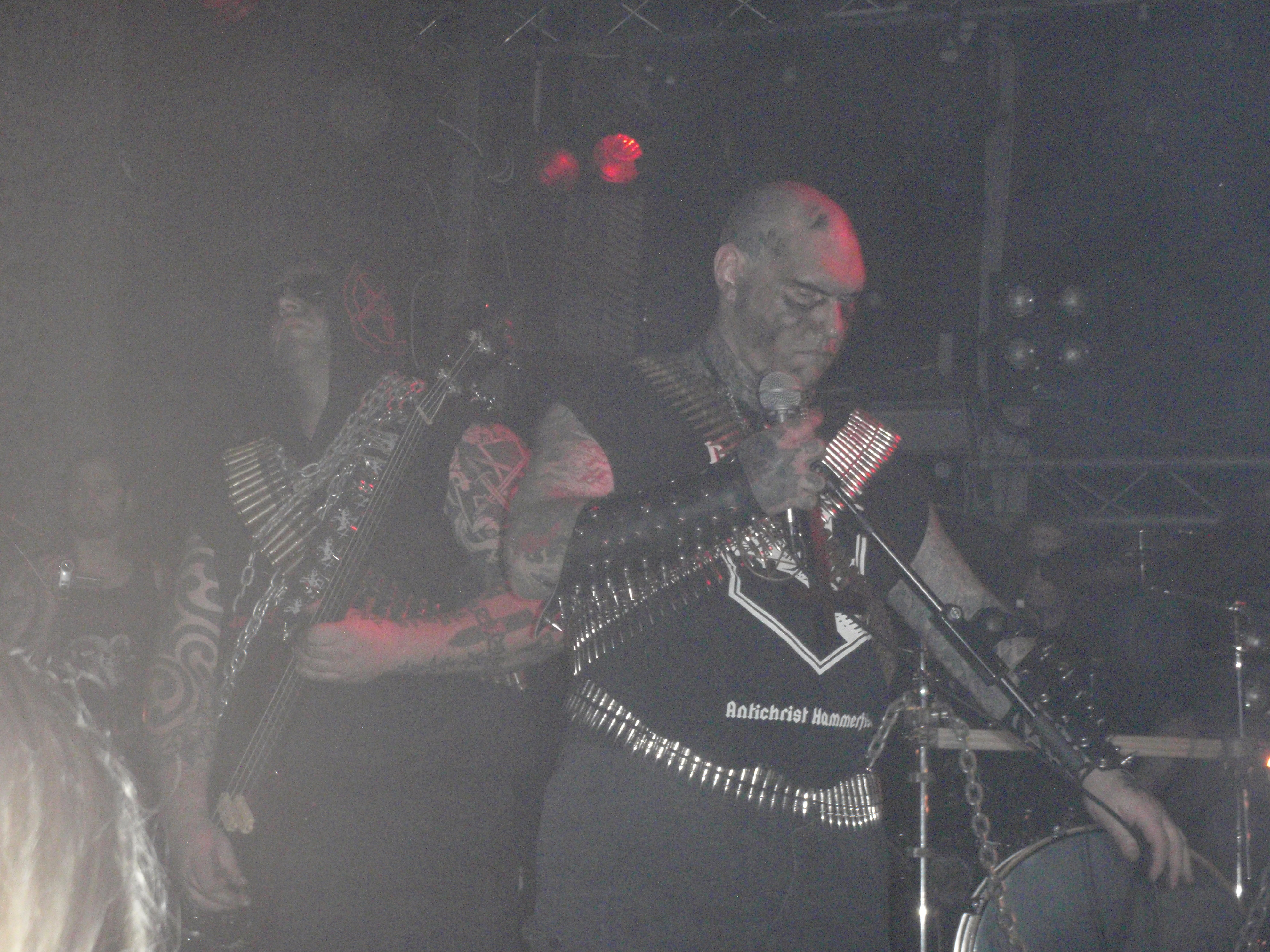
Blasphemy auf dem Black Flames of Blasphemy Festival 2009

Um 1990/1991 erschienen die ersten Alben von Blasphemy aus Kanada (Fallen Angel of Doom), Samael (Worship Him) und Master’s Hammer (Ritual). In Schweden bildete sich eine neue Black-Metal-Generation um Marduk, Dissection und Abruptum heraus. IT von Abruptum gründete einen Black-Metal-Zirkel namens True Satanist Horde, dem auch norwegische Szenemitglieder angehörten. In Finnland entstand ein Zirkel um Bands wie Beherit, Impaled Nazarene und Black Crucifixion. Das 1991 veröffentlichte Beherit-Bootleg The Oath of Black Blood wurde oft verrissen, aber auch oft nachgepresst. Die griechische Szene wiederum hat ihre Wurzeln in den Bands Rotting Christ, Necromantia und Varathron. Diese prägten den typischen Klang auch durch das Storm-Studio, wo Magus Wampyr Daoloth und Sakis Tolis tätig waren. Aus der Sicht des Kawir-Gründers Therthonax gab es nur in Norwegen und Griechenland Szenen, wobei die norwegischen Musiker sich gegenseitig mehr unterstützten; er sieht diese beiden Szenen als Initiatoren des Black Metal.

### Die „zweite Welle“

Logo der Band Mayhem aus Norwegen

Aufmerksamkeit innerhalb der Metal-Szene erregte der Suizid des Mayhem-Sängers Per Yngve „Dead“ Ohlin mit einer Flinte im Jahre 1991; seine Leiche wurde von Euronymous entdeckt, der nicht sofort die Polizei herbeirief, sondern zunächst Fotos von seinem toten Freund und Bandkollegen schoss und herumliegende Schädelsplitter auflas. Diese Schädelsplitter wurden zu Anhängern verarbeitet und an verschiedene Freunde Deads verschickt. Die Fotos von Deads Leichnam sollten für das kommende Album der Band verwendet werden; eines davon erschien später auf dem Cover des Bootleg-Albums The Dawn of the Black Hearts. Thorns veröffentlichte zwei Demos mit wegweisendem Gitarrenspiel; neben Mayhems Gitarrist Euronymous erfand ihr Gitarrist Snorre „Blackthorn“ Ruch das typische norwegische Black-Metal-Riffing, in dem Fenriz den eigentlichen Beginn des „New School Black Metal“ sieht. Euronymous, der als „Vater“ der Bewegung und Initiator der sogenannten „zweiten Welle des Black Metal“ gilt, prägte das Gedankengut des Black Metal entscheidend mit und gründete den Plattenladen Helvete, um den herum sich die norwegische Black-Metal-Szene formierte: Varg Vikernes, auch bekannt als „Count Grishnackh“, gründete das Ein-Mann-Projekt Burzum, aus der Death-Metal-Band Thou Shalt Suffer ging Emperor hervor; auch Darkthrone und Immortal änderten ihren Stil; letztere Band veröffentlichte noch im selben Jahr ihre erste Single Immortal, die laut Fenriz ebenfalls zu den prägenden norwegischen Veröffentlichungen zählt. Unter Euronymous’ Einfluss grenzten diese Bands vom damals in der Metal-Szene vorherrschenden und als „Trend“ und „Kommerz“ verschrienen Death Metal ab; nur wenige Death-Metal-Bands wie Morbid Angel und Deicide wurden aufgrund ihres satanistischen Auftretens auch dem Black Metal zugeordnet und auch dort populär. Im Zuge ihrer Abgrenzung vom Death Metal wurde beispielsweise mehr Wert auf ein ernsteres Auftreten gelegt und auf typische Elemente des Death Metal verzichtet, beispielsweise das Tieferstimmen der Gitarren, die technisch anspruchsvolle Spielweise vieler Death-Metal-Bands und die tiefen Growls; die norwegischen Bands setzten stattdessen auf rohe und primitive Musik und Produktion mit hohem Gekrächze und Geschrei, das zum Teil übersteuert, verzerrt oder mit Nachhall unterlegt wurde, und trugen so maßgeblich zur Entwicklung eines eigenen norwegischen Black-Metal-Stils bei, der jedoch sowohl von den Musikern als auch den Magazinen und der Szene allgemein erst mit der Zeit als solcher wahrgenommen wurde: Während einige Bands ihre Musik als den „wahren“ Death Metal ansahen und auch in Musikmagazinen oftmals diesem Genre zugeordnet wurden, wohingegen insbesondere die Death-Metal-Bands mit politischen Texten abwertend als „Life Metal“ bezeichnet wurden, da Death Metal mit ernsthafter Todesverehrung einhergehen müsse, rechneten sich andere aufgrund ihrer Texte dem Black Metal zu oder griffen andere Bezeichnungen des eigenen Stils auf; beispielsweise bezeichnete die Band Immortal ihre Musik als „Holocaust Metal“. Ende 1991 erschien Darkthrones zweites Album A Blaze in the Northern Sky, das durch seinen Klang und seine Ästhetik für den Black Metal prägend war und darüber hinaus als das erste Album der „zweiten Welle des Black Metal“ gilt. 1992 folgten Vikernes’ Debütalbum Burzum, das ebenfalls den typisch norwegischen Stil prägte, dessen typisches Riffing aufwies und sich durch seine melancholische Atmosphäre vom Klang anderer Bands unterschied; Emperor veröffentlichte das Demo Wrath of the Tyrant und Immortal das Debüt Diabolical Fullmoon Mysticism, das noch sehr an Bathorys Under the Sign of the Black Mark ohne Thrash-Elemente erinnerte und mit seinen Gitarren „einen eingängigen und homogenen bzw. fast schon monotonen Kratzsoundteppich“ bildete, „der rhythmisch durch ein teils treibend-schnelles teils zweitonartiges Schlagzeug belegt ist“, und erzeugen mit dem Schlagzeug ein garagenartiges Echo. VON veröffentlichte das Demo Satanic Blood und Master’s Hammer das von der Band als „Black-Metal-Operette in drei Akten“ und „erste Black-Metal-Operette der Welt“ bezeichnete Album The Jilemnice Occultist.

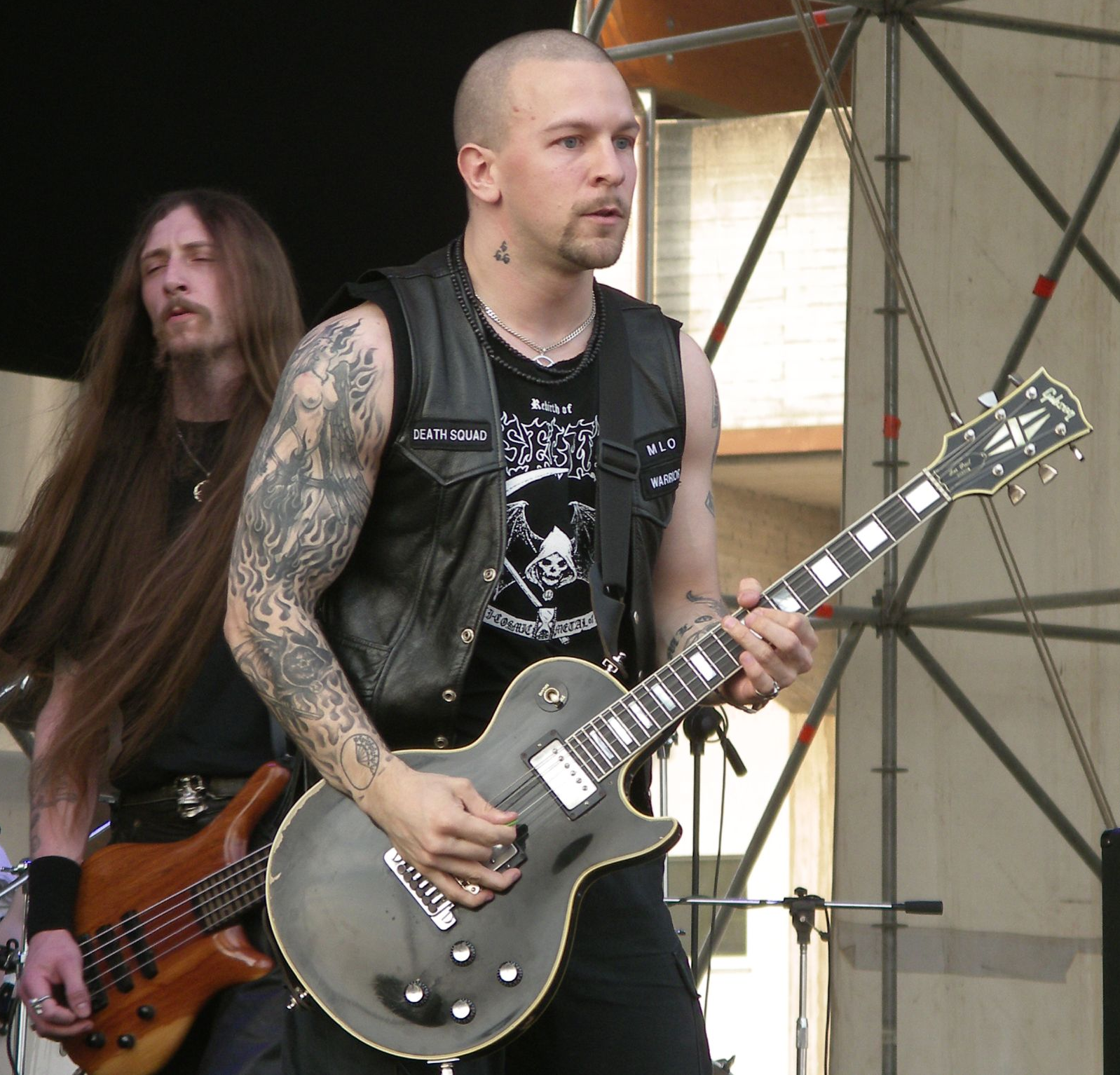
Jon Nödtveidt (im Vordergrund) von Dissection, war Mitglied des „Inner Circle“, führendes Mitglied der schwedischen Szene und des Misanthropic Luciferian Order

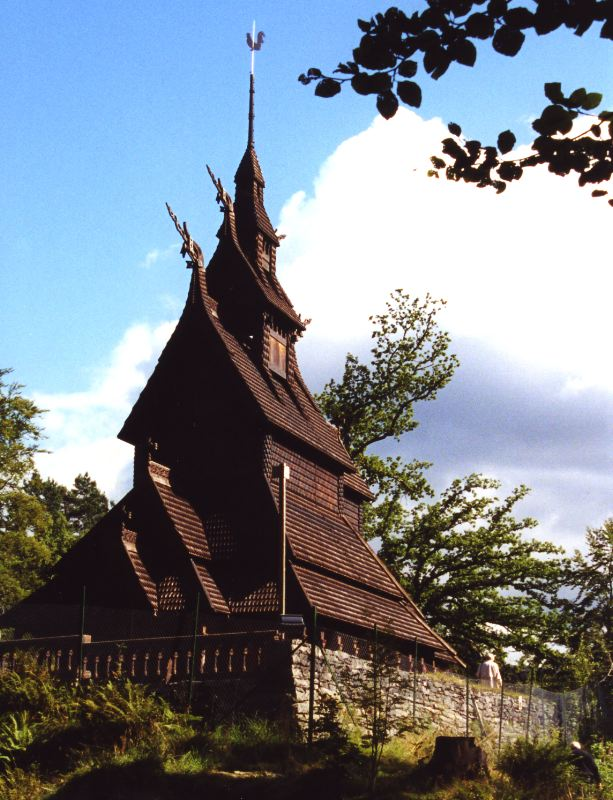
Die Stabkirche Fantoft brannte nach einem Brandanschlag komplett nieder. Hier der Neubau.

Die damalige Szene sorgte auch durch Anschläge auf Kirchen und andere Bands für Aufmerksamkeit und bezeichnete ihren Kern als „Inner Circle“ (engl. ‚innerer Kreis‘, manchmal auch „Svarte Sirkel“ bzw. „Black Circle“), der von Øystein „Euronymous“ Aarseth geleitet worden sein soll und dem auch Mitglieder der schwedischen Black-Metal-Szene wie Jon Nödtveidt von Dissection angehört haben sollen. Ein Großteil der Mitglieder verbüßte später langjährige Freiheitsstrafen wegen Mordes, Grabschändungen und Brandstiftungen. Dem „Inner Circle“ wurde zum Beispiel die Brandstiftung an der berühmten Fantoft-Stabkirche in Bergen zur Last gelegt, die am 6. Juni 1992 als erste niederbrannte. Verdächtigt wurde Varg Vikernes, dem die Brandstiftung jedoch nicht nachgewiesen werden konnte. Vikernes äußerte Verehrung für Adolf Hitler, Josef Stalin, Nicolae Ceaușescu sowie andere Diktatoren und fiel ab 1993 durch ein stark von Rassismus und Nationalismus geprägtes Weltbild auf. Aufmerksamkeit erlangte er durch sein Auftreten gegenüber der Presse, mehrere Fälle von Kirchenbrandstiftung, verbale Angriffe gegen andere Black-Metal-Bands wie Profanatica, die Beteiligung an einem Anschlag auf den Gitarristen der „Life-Metal“-Band Therion aus Schweden und angeblich auch durch eine Briefbombe, die an die israelische Band Salem gerichtet war. Ebenso wurden andere schwedische „Life-Metal“-Bands bedroht, der Tourbus der britischen Band Paradise Lost im schwedischen Norrköping von Black-Metallern attackiert, die Band war zuvor gewarnt worden. Laut Kerrang! soll die Band in Norwegen angegriffen worden sein (wohingegen der Übergriff in Schweden unerwähnt blieb), im Rock-Hard-Interview mit der Band wird aber nur der Übergriff in Norrköping erwähnt. Auch zwischen norwegischen und finnischen Bands entstand eine Fehde. Die finnische Band Impaled Nazarene wurde bedroht und reagierte darauf mit Beleidigungen der Norweger im Booklet ihres 1993 veröffentlichten Debütalbums Tol Cormpt Norz Norz Norz…, das aus kurzen Stücken in hoher Geschwindigkeit mit teilweise tiefem, verzerrtem Geschrei und kurzen Interludien besteht. Bård „Faust“ Eithun zufolge sollte der Zirkel der Idee nach eine Organisation sein, „die sich hauptsächlich auf illegale Aktivitäten – keine legalen – gründen sollte.“ Emperor-Gitarrist Samoth zufolge bestand der Zirkel im Grunde aus dem Umfeld von Euronymous’ Plattenladen Helvete; Anschläge seien mehr oder weniger auf spontaner Basis ausgeführt worden, es habe „keine formellen Treffen“ gegeben. Nachdem Vikernes den „Inner Circle“ in Interviews selbst erwähnt hatte, behauptete er ab der zweiten Hälfte der 1990er Jahre, dieser sei in Wahrheit ein von den Medien aufgebauter Mythos bzw. eine Vision von Euronymous gewesen.
Entsprechende Straftaten gingen daraufhin auch von Teilen der Szenen anderer Länder aus. In Polen etwa entstand der vom norwegischen „Inner Circle“ inspirierte The Temple of the Fullmoon, zu dessen Gründern Nergal von der 1991 gegründeten Band Behemoth, Blasphemous (Veles) und Venom (Xantotol) gehörten. Zum Orden gehörten auch die Bands Infernum, Mysteries, Veles, Fullmoon, Behemoth und Graveland, deren Gründer Rob Darken den Temple of the Fullmoon als idealistischere Kopie des norwegischen Zirkels bezeichnete. Die polnischen Bands schufen inspiriert von dem norwegischen Stil einen eigenständigen Klang, der eine harsche Produktion mit düsteren Keyboards und Naturklängen wie Wind und Rabengekrächze kombinierte. Um 1995 zerbrach der Temple of Fullmoon, da es wegen rechtsextremer Inhalte auf Infernums Debütalbum …Taur-Nu-Fuin… zu Ermittlungen der polnischen Polizei kam. Die Band Behemoth wandte sich von der Gruppierung ab, was zu einer feindseligen Haltung des rechtsextremen Flügels führte, während Graveland und Infernum dort zu Ikonen wurden. Die meisten übrigen Bands lösten sich mit der Zeit auf.
Ebenso kam es 1992 zum Mord an einem Homosexuellen in Lillehammer durch Eithun, der in den Bands Thorns und Emperor spielte. Durch ein Interview, das Varg Vikernes einer norwegischen Tageszeitung gab, in dem er die Black-Metal-Szene mit den Kirchenbränden in Verbindung brachte, und einen kurz darauf veröffentlichten, reißerischen Artikel über die Vorgänge innerhalb der norwegischen Black-Metal-Szene im britischen Magazin Kerrang! geriet die Szene 1993 ins Blickfeld einer breiteren Öffentlichkeit. Musiker von Bands wie Satyricon, Marduk, Emperor, Burzum, Dimmu Borgir und Darkthrone gaben in Interviews neben gewaltverherrlichenden Aussagen auch solche von sich, in denen sie mit Rassismus und Rechtsextremismus kokettierten und so für den Boykott des Black Metal durch zahlreiche Medien sorgten. Dieser wurde jedoch auch durch verfälschte Interviews ausgelöst, wie das Interview mit Nocturno Culto von Darkthrone im deutschen Rock Hard, das der Redakteur Frank Albrecht, wie er später zugab, „nachgewürzt“ hatte, um die Aussagen drastischer wirken zu lassen. Die rechtsextremen Aussagen der Musiker wurden und werden unterschiedlich gedeutet. Vorphalack von Samael erklärt sie sich als zwangsläufige Folge ihrer Versuche, Extreme auf die Spitze zu treiben und Tabus zu brechen. Eine solche Sichtweise sei „von Grund auf völlig falsch“, aber er könne „den Weg in ein solches Loch nachvollziehen“. Dementsprechend waren einige dieser Aussagen eher provokativ als tatsächlich rechtsextrem motiviert, zudem waren sie teilweise diffus und widersprüchlich zu den ebenfalls getätigten, menschen- und lebensfeindlichen Aussagen der Musiker. Andererseits kam es neben solchen Aussagen in Interviews auch zu Anfeindungen gegenüber den Musikern orientalischer Herkunft (z. B. gegenüber Vicotnik von Dødheimsgard und A. Reza von Ulver) durch andere Mitglieder der norwegischen Szene, und einige ihrer Mitglieder gaben später an, in den 1990er Jahren tatsächlich solche Einstellungen gehegt zu haben, die von Vikernes in die Szene getragen wurden.
Ein jähes Ende fand die Szene, als Vikernes seinen einstmaligen Weggefährten Euronymous im August 1993 ermordete. Die ausschlaggebenden Gründe für die Tat bleiben ungewiss. Vikernes wandte sich vom Satanismus hin zum nordischen Heidentum und trat zunehmend offen neonazistisch auf. Sein musikalisches Werk, das erheblichen Einfluss auf den heutigen Black Metal hatte, wird zwar durchaus geachtet, die Person Vikernes wird innerhalb der Szene jedoch unterschiedlich beurteilt. Von einigen Anhängern wird er als Ikone der Subkultur und des (außerhalb Norwegens entstandenen) „National Socialist Black Metal“ (NSBM) betrachtet, andere sehen ihn wegen des Mordes an Euronymous oder seines ideologischen Wandels als Verräter und Schandfleck. Im selben Monat veröffentlichte Vikernes auch sein zweites Album Det som engang var. Noch vor dem Mord erschien Mayhems Live in Leipzig, eines der wenigen offiziellen Zeugnisse der Phase mit Dead am Gesang und ebenfalls prägend für den norwegischen Stil. Erst 1994 wurde das im Untergrund seit Jahren erwartete Mayhem-Album De Mysteriis Dom Sathanas, dessen Veröffentlichung mehrmals verschoben worden war, posthum über Euronymous’ Label herausgebracht. Nicht zuletzt durch Csihars Gesang unterschied es sich erheblich von den älteren Aufnahmen mit Dead auf Projections of a Stained Mind und Live in Leipzig sowie generell von anderen Black-Metal-Veröffentlichungen. Auf diesem Album wandte der Tormentor-Sänger Attila Csihar neben düsterem und krächzendem Gesang Techniken an, die er von einer Opernsängerin gelernt hatte. Es gilt als eines der bedeutendsten Alben der Szene. Auf Euronymous’ Label wurden posthum auch das Enslaved-Debüt Vikingligr Veldi, eines der ersten Viking-Metal-Alben, das thrash-lastige und sinfonische Debüt Scorn Defeat der japanischen Band Sigh und als letzte Veröffentlichung Abruptums zweites Album In umbra malitiae ambulabo, in aeternum in triumpho tenebraum herausgebracht.
Ein paar Monate vor Euronymous’ Tod kam es auch in der ostdeutschen Szene zu einem Mordfall: Die Mitglieder der 1992 gegründeten Band Absurd ermordeten ihren Mitschüler Sandro Beyer und wurden dafür 1994 zu Gefängnisstrafen zwischen sechs und acht Jahren verurteilt; während ihrer Haftzeit entwickelte die Band sich zu einem der bekanntesten Vertreter des NSBM, mit dem die deutsche Szene oft assoziiert wird, obwohl sie keinen Black Metal spielte, sondern sich an Oi!, RAC und Horrorpunk orientierte. Der Mord wurde in den Medien reißerisch als „Satansmord von Sondershausen“ bezeichnet, obwohl die Täter keinen wirklichen Bezug zum Satanismus hatten. In Ostdeutschland hatte sich bereits um 1990 eine große Black-Metal-Untergrundszene mit Bands wie Eminenz gebildet, in Westdeutschland gehört Desaster zu den ersten Black-Metal-Bands; der deutsche Black Metal der zweiten Welle erlangte jedoch nie die Aufmerksamkeit, zu der der deutsche Thrash Metal der 1980er Jahre mit Bands wie Destruction und Kreator gekommen war.

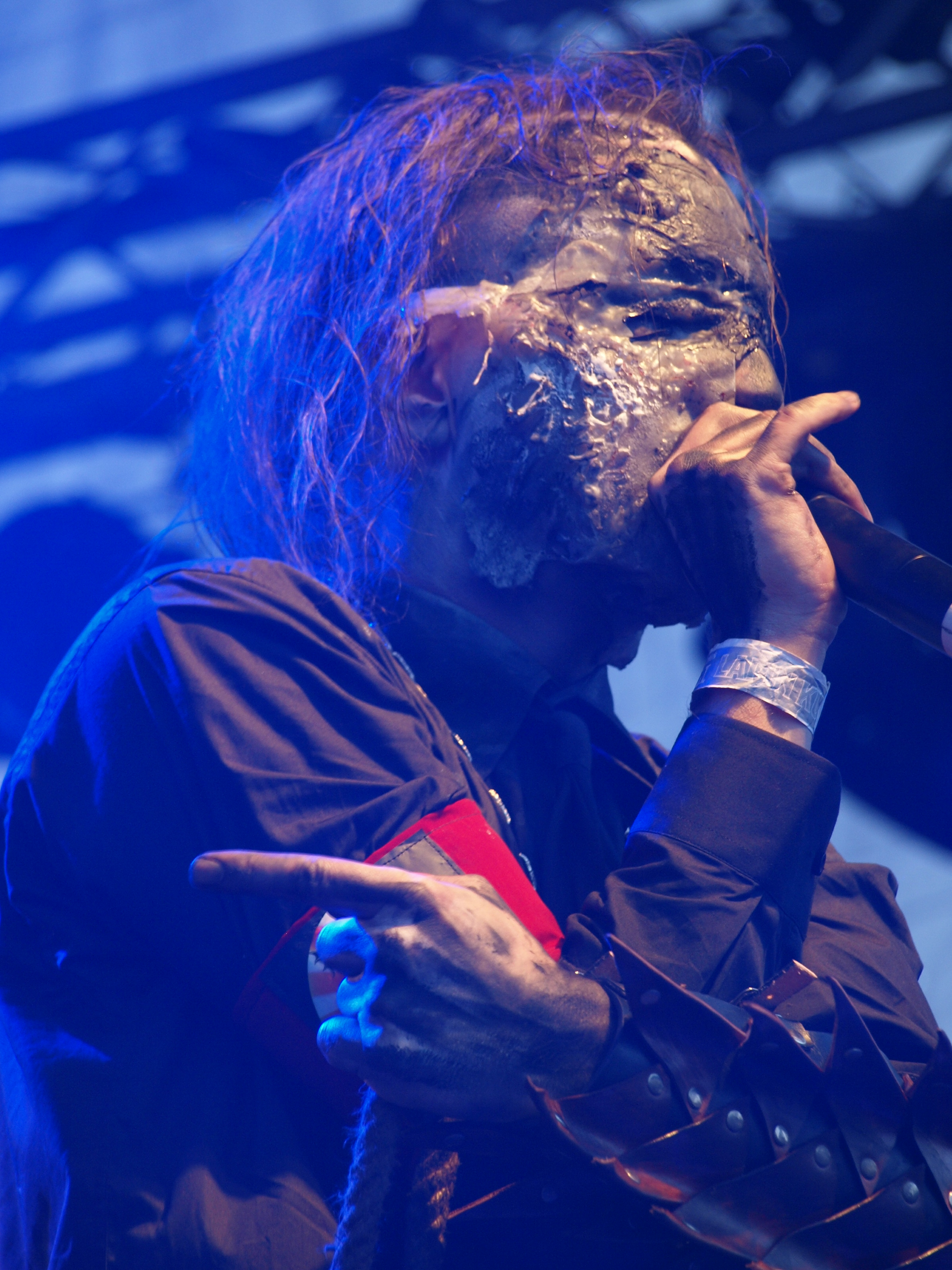
Attila Csihar, Sänger bei Tormentor und auf dem Mayhem-Debüt De Mysteriis Dom Sathanas

Ebenso erschienen 1994 das ein hohes technisches Niveau, Keyboards und orchestralen Elemente aufweisende erste Emperor-Album In the Nightside Eclipse, dessen Besetzung mit Ausnahme des Sängers Vegard „Ihsahn“ Tveitan zum Zeitpunkt der Veröffentlichung inhaftiert war, Darkthrones gegenüber den Vorgängern noch minimalistischeres, von einer antisemitischen Erklärung der Musiker und der Weigerung von Peaceville Records, das Album zu bewerben, begleitete viertes Album Transilvanian Hunger und Burzums drittes, durchgehend monotones Album ohne Tempo- und mit nur wenigen Riffvariationen, Hvis lyset tar oss, das als „(unfreiwillige[r]) Vorreiter des sogenannten Suicidal Black Metal[s]“ gilt. gilt. Cradle of Filth aus England debütierte mit The Principle of Evil Made Flesh, das seinerzeit, vor ihrer Kommerzialisierung, in der Szene positiv rezipiert wurde. In Russland entstand die als Blazebirth Hall bekannte Szene um die Bands Raven Dark, Forest, Branikald und Rundagor, die durch kriminelle Aktivitäten und eine rechtsextreme Orientierung auffielen.

### Entwicklung ab Mitte der 1990er Jahre
Ein Großteil der Mitglieder der frühen norwegischen Szene war 1994 verhaftet und Mayhem nach Euronymous’ Tod aufgelöst worden, womit der dortigen Szene der einstige Bezugspunkt und viele ihrer wichtigsten Bands fehlten. Darkthrone veröffentlichte 1995 mit Panzerfaust ihr letztes als Klassiker geltendes Album.
Gruppen wie Emperor und Arcturus oder neuere Bands wie Ved Buens Ende und Dødheimsgard gaben dem Black Metal progressive Elemente, in den Kompositionen ließ sich vor allem bei Emperor oftmals eine Tendenz zum Neoklassizismus ausmachen. Auch viele andere Bands entfernten sich durch neue Einflüsse vom traditionellen Black Metal: Gruppen wie Forgotten Woods und ihr Nebenprojekt Joyless verbanden einen depressiven Black-Metal-Stil mit Einflüssen von Proto- und Post-Punk-Künstlern wie The Velvet Underground und Joy Division, Gruppen wie Moonspell und Tiamat entwickelten sich zu wichtigen Vertretern des seit den frühen 1990er Jahren entstehenden Gothic Metal; andere Gruppen übernahmen zunehmend Einflüsse traditionellerer Metal-Strömungen, elektronische Einflüsse oder entzogen sich dem Metal vollständig, im Fall von Varg Vikernes bis hin zur Leugnung der Existenz einer norwegischen Black-Metal-Szene, und fortan rein elektronische Alben veröffentlichten. Diesen Weg waren bereits der ehemalige Emperor-Bassist Mortiis mit seinem gleichnamigen Soloprojekt und Nuclear Holocausto (Beherit, Suuri Shamaani) gegangen, die nun Dungeon-Synth- beziehungsweise Dark-Ambient-Alben veröffentlichten. Unter anderem durch Mortiis’ Wechsel zum Industrial-Label Cold Meat Industry, wo 1994 sein zweites Album Ånden som Gjorde Opprør erschien, wurden auch Black-Metaller auf dieses Label aufmerksam, dessen Inhaber infolgedessen in Publikationen wie Slayer oder Nordic Vision interviewt wurde. Auch Blood-Axis-Musiker Michael Moynihan dürfte maßgeblich für das gegenseitige Interesse verantwortlich sein, da er ebenso wie Varg Vikernes, Magus Wampyr Daoloth, David Myatt und Kerry Bolton im Magazin Filosofem publizierte und zahlreiche Black-Metal-Musiker für sein Buch Lords of Chaos interviewte. 1997 erschien ein Sampler namens Souvenirs from Hell, auf dem Gruppen beider Szenen wie unter anderem Ulver, Blood Axis, N.A.O.S. und Diabolos Rising erschienen.

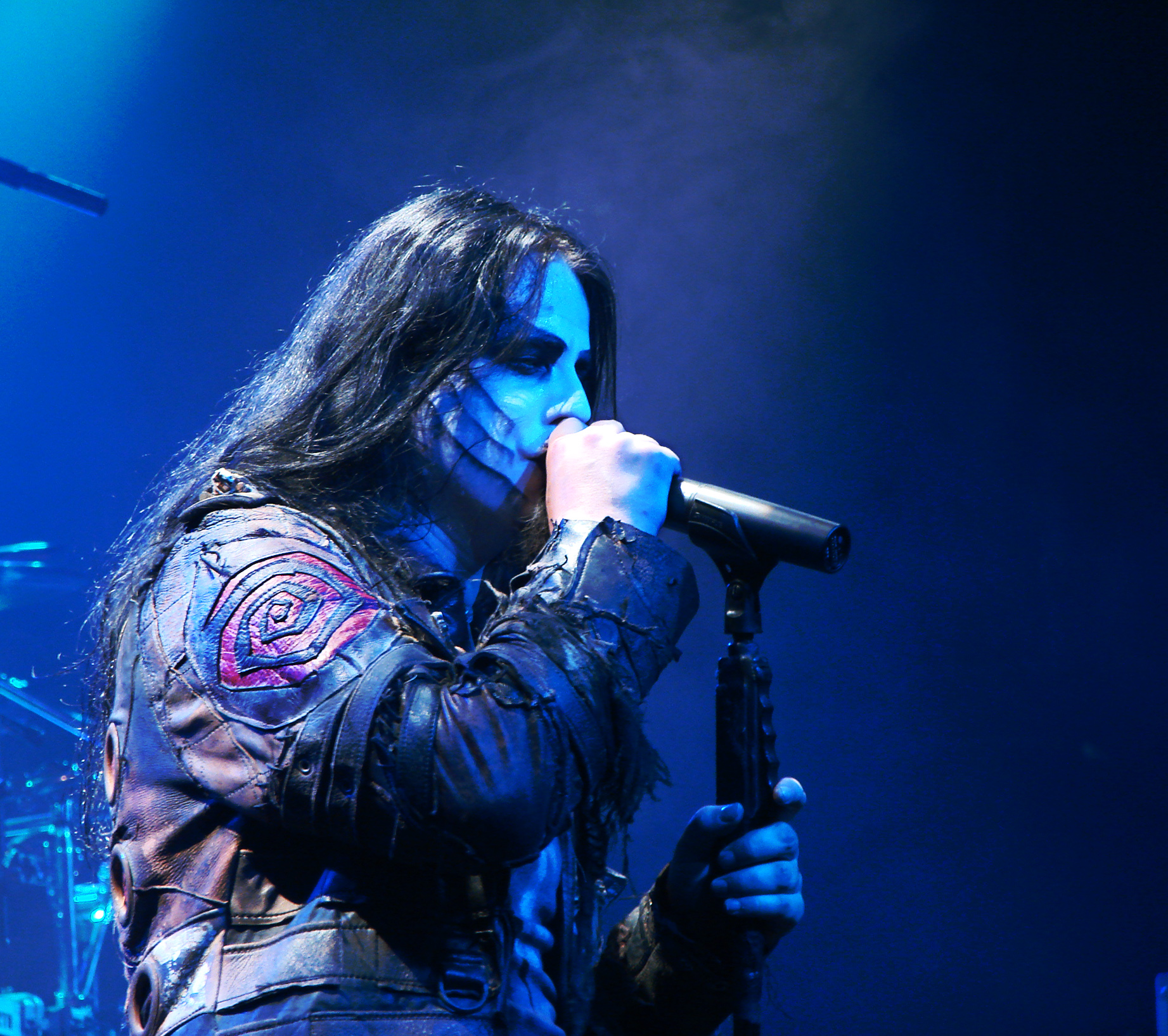
Shagrath von Dimmu Borgir

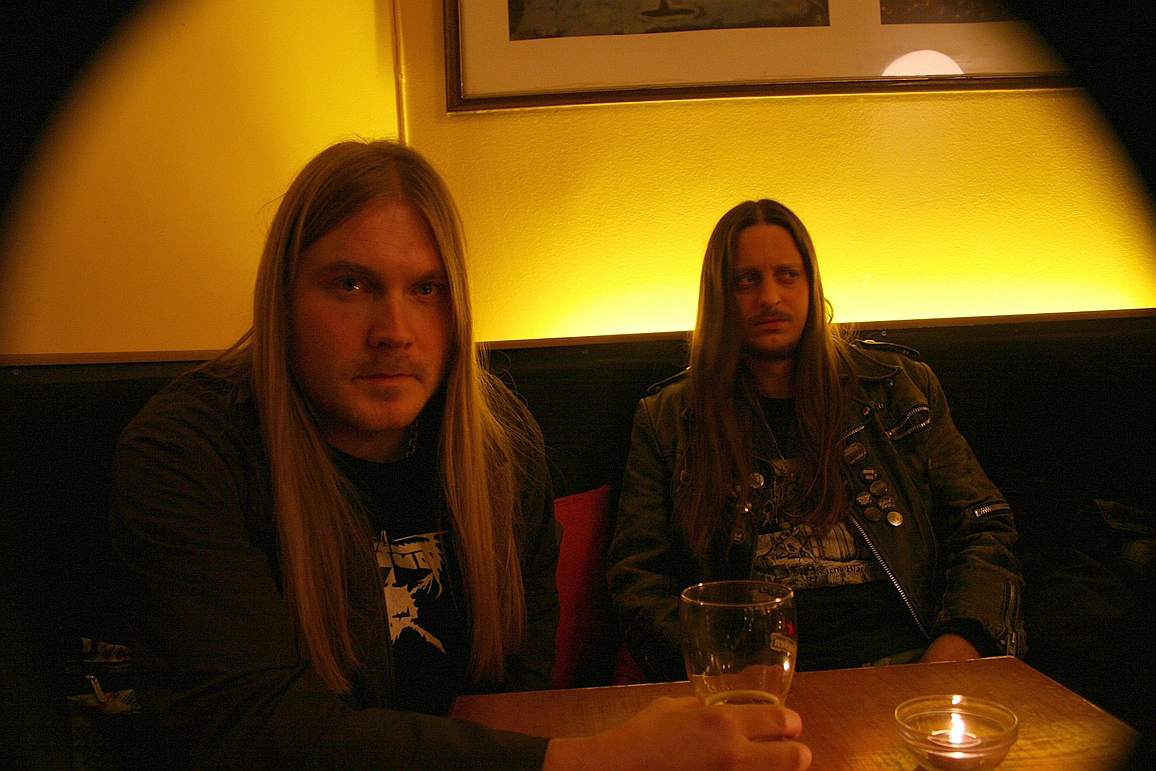
Fenriz und Nocturno Culto von Darkthrone

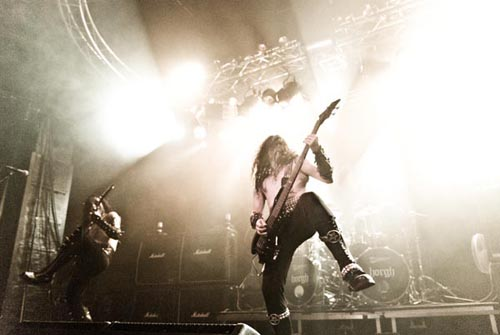
Immortal 2007

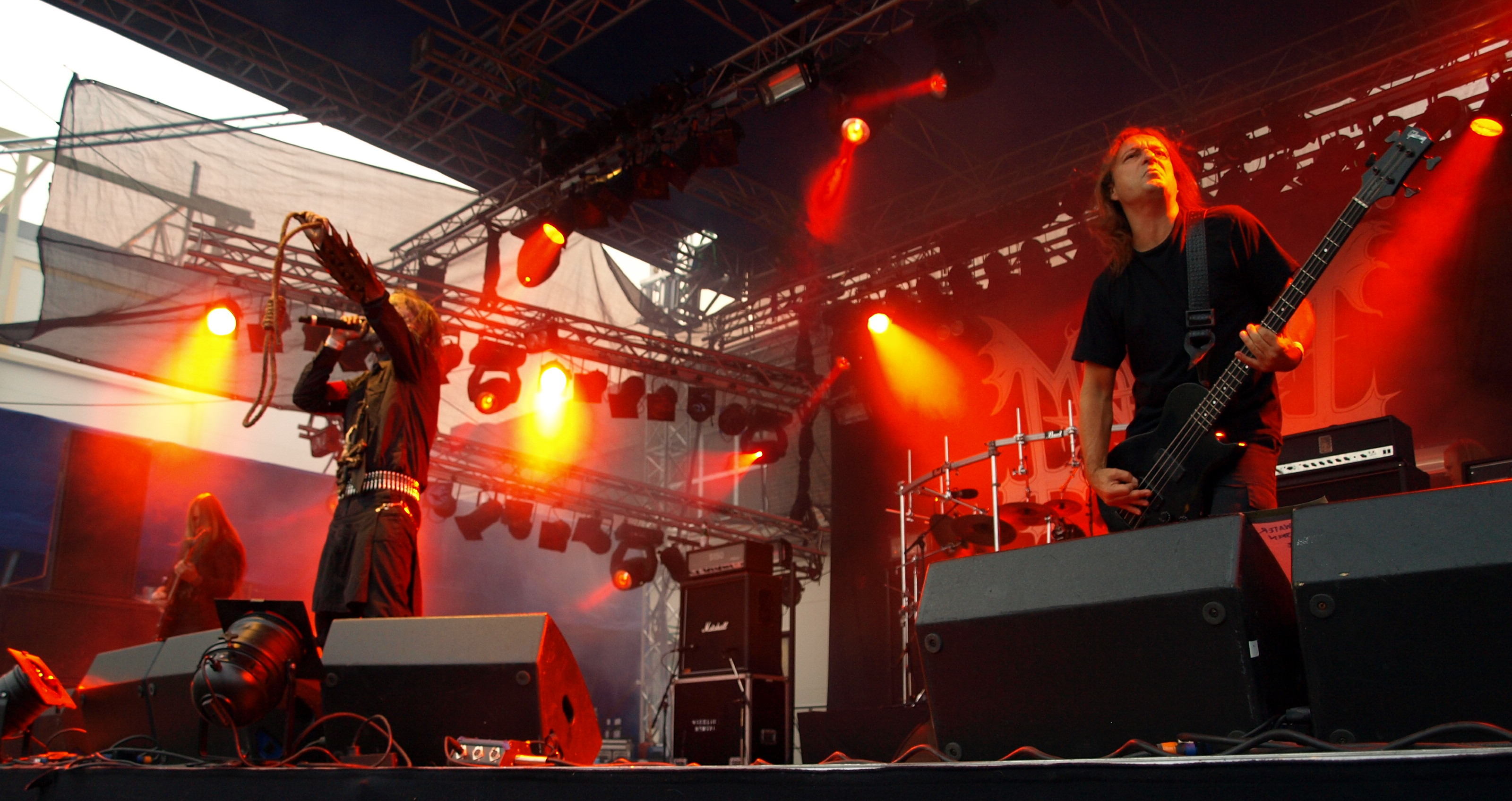
Mayhem 2008

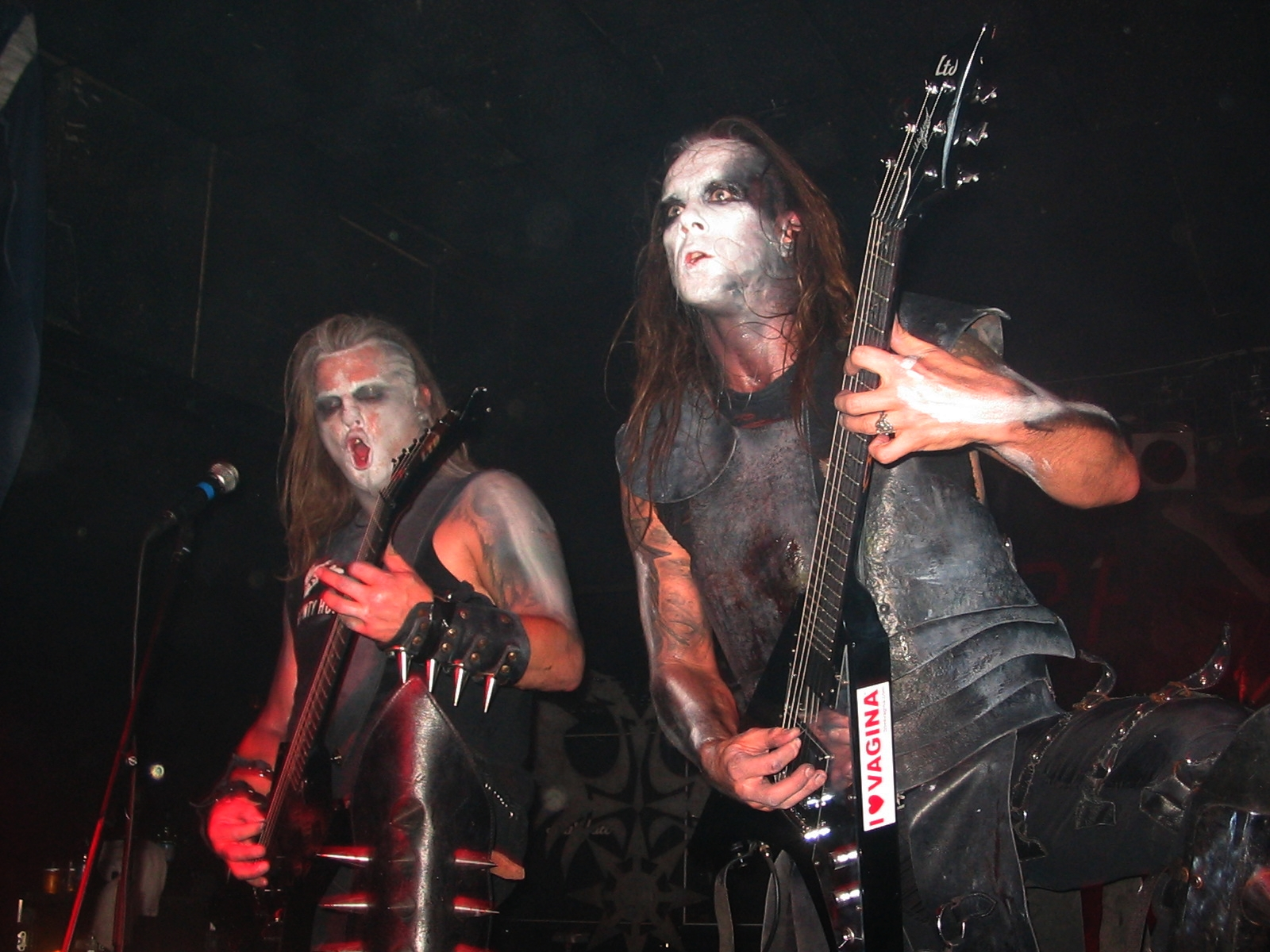
Nergal und Seth von Behemoth, 2007

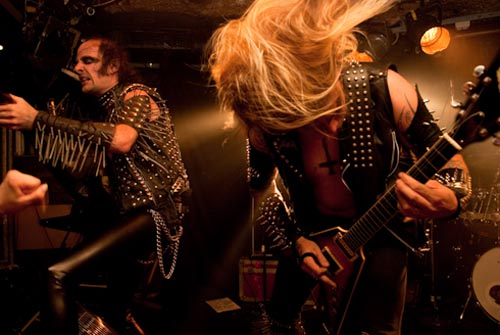
Nifelheim 2009 auf dem Hole in the Sky Festival

Mit einigen musikalischen Entwicklungen ging auch die Kommerzialisierung und in den Augen vieler Anhänger auch der Niedergang des Black Metal diverser Urgesteine der 1990er einher, die sich von früheren Aussagen distanzierten und den Magazinen annäherten, von denen sie zuvor boykottiert worden waren. Die Subkultur erfuhr demnach eine „Invasion“ durch anfangs akzeptierte, im Zuge ihrer kommerziellen Ausrichtung aber abgelehnte Bands wie Dimmu Borgir und Cradle of Filth, die sich im Zuge ihres Erfolges von den Aktivitäten des „Inner Circle“ distanzierten, oder – in Deutschland – Mystic Circle. Deutsche Labels wie Malicious Records, No Colours Records, Solistitium Records und Last Episode veröffentlichten zahlreiche Alben norwegischer Bands, die insbesondere aufgrund ihrer Herkunft hohe Verkaufszahlen erzielten. Mayhem wurde ohne Euronymous erneut aktiv und wandte sich vom Satanismus ab, weshalb der Band vorgeworfen wird, sich vom Black Metal abgewandt zu haben. Die Neugründung ohne Euronymous wurde und wird kontrovers betrachtet, ebenso neuere Veröffentlichungen wie Grand Declaration of War. Durch diese Entwicklungen verlor der norwegische Black Metal sein Ansehen im Untergrund, und chartkompatible Bands wie Dimmu Borgir dominierten den Anteil norwegischer Plattenverkäufe.
Der Black-Metal-Untergrund verlagerte sich im Laufe der Jahre immer mehr in andere Länder; viele der osteuropäischen Bands kultivieren in ihren Texten vorchristliches Brauchtum, was sich in einem vermehrten Aufkommen von polnischen NSBM-Bands wie Graveland oder Infernum zuspitzt; insbesondere Griechenland und Polen weisen sehr große und offen radikalisierte NSBM-Szenen auf. Dem NSBM zuzuordnende Bands sind ab der Mitte der 1990er Jahre auszumachen, wo unter anderem Absurds Demo Thuringian Pagan Madness (Deutschland), Legion of Dooms Debütalbum Kingdom of Endless Darkness (Griechenland), Infernums Debüt …Taur-Nu-Fuin… (Polen) und Spear of Longinus’ Demo Nazi Occult Metal (Australien) erschienen; weitere frühe Vertreter dieser Strömung sind unter anderem Grand Belial’s Key (USA), Funeral/Kristallnacht und Osculum Infame (beide Frankreich). Angehörige dieser Strömung erklären ihr Entstehen als Reaktion auf den Niedergang der Ideale des Black Metal der frühen 1990er oder als logische Konklusion der damaligen Zeit.
Ebenso entstand eine neue Welle von Bands wie Ofermod, Funeral Mist und Malign, die als Reaktion auf den Werdegang der vorigen Generation in ihrer textlichen Beschäftigung mit dem Satanismus weiter ging als diese; Ofermod bezeichnete die eigene Musik als „Orthodox Black Metal“, mit der Selbstbezeichnung als orthodox wollte die Band sich radikal von ihrer Meinung nach falschen Black-Metal-Bands abgrenzen, da sie der Ansicht ist, dass eine Band aus religiösen Satanisten bestehen müsse, um Black Metal zu spielen.
In Deutschland erschienen bei Voices Productions und Kettenhund Records die ersten Alben von Lunar Aurora und Nagelfar, die zu den bekanntesten Vertretern und richtungsweisenden Bands der deutschen Szene gehören. Aus dem Umfeld der inzwischen aufgelösten Band Nagelfar und der Aachener Black-Metal-Szene wurde das Label Ván Records gegründet, wo unter anderem die Bands The Ruins of Beverast, Graupel, Kermania und Truppensturm sowie die Niederländer Urfaust und The Devil’s Blood unter Vertrag stehen. Die vier erstgenannten Bands sind Bestandteil des Wòd Ván, eines Zusammenschlusses deutscher Bands, der, anders als der norwegische Zirkel, „keine elitäre Bruderschaft darstellen [will], sondern einen losen Zusammenschluss von Individuen, die Hobbys und Ansichten teilen“.
Der deutsche Black Metal wird jedoch oftmals mit der Legendenbildung um das Projekt Nargaroth, dessen Geschichte und Umfeld zum Großteil von dem Musiker Kanwulf erfunden wurde, und der NSBM-Szene assoziiert, die sich insbesondere in Thüringen im Absurd-Umfeld herausbildete.
Während die Bands der USA anfangs wenig beachtet wurden und norwegische Black-Metal-Alben dort anfangs fast nur als teure Importe erhältlich waren, gewannen US-amerikanische Bands mit der Zeit an Aufmerksamkeit. Auch nachdem sich 1999 der Amoklauf an der Columbine High School ereignet hatte, dessen Täter oft – und laut Michael Moynihan fälschlich – als Black-Metal-Fans dargestellt wurden, betonte Moynihan, dass es in den Vereinigten Staaten keine Black-Metal-Szene gebe. Wichtig für die Glaubwürdigkeit des US-Untergrundes waren Black Funeral, die NSBM-Band Grand Belial’s Key, Krieg, Demoncy, Black Witchery, Thornspawn und Absu, weitere bekannte Vertreter wurden unter anderem Judas Iscariot und Averse Sefira. Trotz einer Gemeinschaft von Black-Metal-Anhängern im Nordosten entstand dort jedoch keine Musikszene; nur wenige Orte boten sich für meist ausländische Black-Metal-Bands an, von denen nur wenige in den Vereinigten Staaten spielten und meist nur vereinzelte Auftritte in den größeren Städten gaben. In den letzten Jahren wurden zusätzlich neuere US-amerikanische Bands wie Xasthur, Leviathan, Nachtmystium, Weakling und das „All-Star“-Projekt Twilight über die Szene hinaus populär, weshalb ihnen Anbiederung an Normalbürger vorgeworfen wird. Ebenfalls für Aufmerksamkeit sorgten die Black-Metal-Parodie Velvet Cacoon und die Gruppe Wolves in the Throne Room, die zwar vom traditionellen Black Metal beeinflusst ist, deren Musiker aber ihre Ursprünge im Punk haben, ökologisch orientierte und linke Ansichten vertreten und Einflüsse aus Post-Rock und Shoegazing in ihre Musik integrieren. Dieser als Blackgaze bezeichnete Stil erreichte insbesondere mit dem Album Sunbather von Deafheaven 2013 erhöhte Aufmerksamkeit. Auch die 2005 bzw. 2008 gegründeten Bands Liturgy und Krallice verzichten auf szenetypisches Auftreten und entsprechende Ideologie. Krallice betrachten Black Metal als rein musikalische Ausdrucksform, Liturgy wollen mit dem Album Aesthethica nach eigener Aussage die stilistischen Grenzen des Genres erweitern und „Tod und Atrophie“ des traditionellen Black Metal durch „Leben und Hypertrophie“ ersetzen.
Brad Sanders von Liturgy bezeichnete diese Entwicklung mitunter als Post-Black-Metal, welcher ihm zufolge ein musikalisches Ideal beschreibt, das sich von der Bedeutung des skandinavischen Black Metals sowie der Ideologie löst und Black Metal als Stilelement ohne nihilistischen, misanthropischen und satanischen Bezug nutzbar macht. Der Ausdruck ist bereits seit den 1990er Jahren für unterschiedliche Gruppen und Entwicklungen gebräuchlich gewesen, etablierte sich jedoch erst in den 2010er Jahren im Zusammenhang mit der Popularität des Blackgaze.

## Gedankengut
Im Black Metal vertretenes Gedankengut wird über die Texte und Aussagen in Interviews und Szenepublikationen verbreitet. Trotz der sich dabei ergebenden Unterschiede lassen sich unter den einzelnen Richtungen gemeinsame Grundgedanken finden.

### Satanismus
Während die Vorreiter Satanismus oft nur zur Provokation aufgriffen, betrachten einige spätere Szeneanhänger eine ideologische Hinwendung zum Satanismus als für einen Black-Metaller essentiell an. Das häufige Fehlen einer ernsthaften satanistischen Überzeugung wird der Szene auch von einigen ihr nicht zugehörigen Satanisten vorgeworfen.
Bei einigen Bands beschränkt sich das Aufgreifen des Satanismus auf (meist stark sexualisierte) Blasphemie und radikale antichristliche Äußerungen. Leitfigur Euronymous vertrat die Vorstellung eines leibhaftigen, gehörnten Satan im Sinne der Teufelsanbetung beziehungsweise eines invertierten Christentums. Nuclear Holocausto von Beherit wiederum vertrat in den 1990er Jahren Elemente des atheistischen Satanismus nach Anton Szandor LaVey und der von ihm gegründeten Church of Satan (wie die meisten der Nine Satanic Statements), sah die Anti-LaVey-Einstellung der norwegischen Szene als kindisch an und hatte Verbindungen u. a. zu Kerry Boltons Order of the Left Hand Path, hat aber nun „seit Jahren mit satanischen Organisationen nichts mehr zu tun“. Die Church of Satan wird auch vom Misanthropic Luciferian Order, dessen chaos-gnostischer und antikosmischer Satanismus von zahlreichen schwedischen Bands wie Dissection und Arckanum vertreten wird, als nicht genuin satanistisch angesehen und vehement abgelehnt. Die Texte und Ideologie der ebenfalls chaos-gnostischen Band Ofermod beschränken sich nicht auf Betrachtungen des Christentums aus satanistischer Perspektive, sondern sind „religiös übergreifend“ und integrieren unter anderem auch Elemente aus Judaismus und Hinduismus. Die französische Band Deathspell Omega legt auf ihren Alben Si monvmentvm reqvires, circvmspice und Fas – ite, maledicti, in ignem aeternum einen Schwerpunkt auf die theologischen Aspekte von Gott und Satan sowie das Verhältnis des Menschen zu beiden. Die ebenfalls französische Band Aosoth bezieht sich mit ihrem Namen auf den Order of Nine Angles. Die ersten Aufnahmen (bis Ashes of Angels) waren stark von den Doktrinen des ONA beeinflusst, die Band beansprucht aber nicht, diesem anzugehören oder Propaganda für ihn zu betreiben. Die Texte auf Ashes of Angels allerdings schrieb der Sänger MkM in einem ähnlichen Kontext und Prozess wie die für seine andere Band Antaeus. Einzelne Black-Metal-Musiker wie Pete Helmkamp (Order from Chaos), Michael W. Ford (Black Funeral), Karl NE (Nåstrond), Jeremy Christner (Great American Desert, Vrolok) und Johan „Shamaatae“ Lahger (Arckanum) haben Bücher zu Esoterik, Magie und Satanismus geschrieben. Während das Klischee satanistischer Opfer auf Friedhöfen vollkommen an der Realität vorbeigeht, erwähnt der ehemalige Emperor-Bassist Tchort Tieropfer in der Szene von Kristiansand.
Von einem Teil der Szene wird das Christentum allgemein als heuchlerisch und als totalitäre Ideologie, die das Individuum durch Moralismus und Obrigkeitshörigkeit einschränken würde, angesehen. Ähnlich dem Death Metal existieren dementsprechend auch im Black Metal Liedtexte, in denen das Töten von Christen beschrieben und propagiert wird. Dies ist jedoch (in den meisten Fällen) keinesfalls konkret, sondern metaphorisch zu verstehen. Einige Angehörige der Szene führen die Entstehung der Szene zum Teil auch darauf zurück, dass Norwegen in den 1980ern sehr christlich-konservativ eingestellt war, was wahrscheinlich zur verschärften Artikulation der ideologischen Abgrenzung führte. Umgekehrt lehnen zahlreiche von ihnen den christlichen Glauben als „Religion der Schwäche“ ab (allgemein wird das Zeigen von Schwäche in der Subkultur tabuisiert), verherrlichen aber die ihm entstammende Inquisition ebenso wie totalitäre Regime und andere Formen von Repression. Anfang der 1990er war es durchaus nicht verpönt, seine Ablehnung der christlichen Kultur durch Kirchenbrandstiftungen oder Grabschändungen auszudrücken. Christliche Bands, die in Musik und Auftreten Parallelen zum Black Metal zeigen, bilden dementsprechend eine vom satanischen Black Metal weitgehend unabhängige Szene, für die zur Differenzierung teils der Begriff „Unblack Metal“ auftaucht, der auf das Album Hellig usvart der Band Horde zurückgeht. Eine Variante bilden Bands, die aus anderen als christlich geprägten Kulturen stammen und die sich durch die Ablehnung der dort vorherrschenden Religion auszeichnen, wie bspw. die dezidiert antiislamische und mutmaßlich irakische Band Seeds of Iblis.

### Hass, Misanthropie
Der in den Liedtexten immer wieder thematisierte Hass tritt außerdem als allgemeine Misanthropie und Lebensfeindlichkeit in Erscheinung. Teilweise steigert sich dies dazu, jedem Leben den Wert abzuerkennen – auch dem eigenen, was erklärt, weshalb manche Mitglieder der Szene zu autoaggressivem Verhalten neigen. Dead, der „durch blutige Selbstverletzungen auf der Bühne“ auffiel und sich 1991 erschoss, gilt diesbezüglich als Vorreiter. Roger „B. War“ Svensson erwähnt, dass die Mitglieder seiner damaligen Band Marduk sich extreme Schnittwunden zufügten. Sowohl während der Aufnahmen zum Album Heaven Shall Burn… When We Are Gathered als auch bei Konzerten fügte sich der damalige Sänger Erik „Legion“ Hagstedt Schnittverletzungen zu. Die Mitglieder von Abruptum folterten sich während ihrer Aufnahmen. Evil Genius, die Wiederveröffentlichung ihrer frühen Aufnahmen über Hellspawn Records, enthielt zudem eine Rasierklinge, eine Idee, die das Projekt schon länger hatte umsetzen wollen. Selbstverletzungen waren auch bei Ornias von Svartsyn und seinem Umfeld üblich. Auf der alten Watain-Seite wurden Selbstverletzungen einiger Szenemitglieder in einer Galerie dokumentiert. Das Debütalbum der französischen Band Antaeus trägt den Titel Cut Your Flesh and Worship Satan. Analog dazu ist Todessehnsucht ein häufiges Motiv des Black Metal, das sich deutlich in den Suiziden von Musikern wie Dead (Mayhem), Cernunnos (Enthroned) und Grim (u. a. Immortal, Borknagar und Gorgoroth) zeigt, sowie in einem aus dem Black Metal hervorgegangenen Subgenre, das als Depressive Black Metal, Suicidal Black Metal oder Depressive Suicidal Black Metal bezeichnet wird. In dieser Strömung drehen Texte, Ästhetik und Auftreten sich um Themen wie Suizid, Selbstverstümmelung und selbstverletzendes Verhalten. Vertreter sind Bands wie Shining, Krohm, Hypothermia und Abyssic Hate, die von Vorreitern wie Strid, Manes, Burzum und der deutschen Dark-Metal-Band Bethlehem beeinflusst sind. Viele der Interpreten dieser Strömung neigen zu Selbstverletzungen während ihrer Konzerte. Dieses Subgenre wird jedoch von einem Teil der Szene abgelehnt, da es ihrer Meinung nach im Widerspruch zur ursprünglichen martialischen Ausrichtung steht, und auch Shining-Gründer Niklas Kvarforth selbst betont, dass „hunderte von bedeutungslosen Bands“ seine „Initialvision komplett fehlinterpretiert“ hätten; er habe niemals ein Subgenre erschaffen wollen, „in welchem Idioten ihr Selbstmitleid ausdrücken und ihre Musik als scheiß Form der Therapie nutzen“. Im Gegenteil sei es seine Intention gewesen, „die Musik als Waffe gegen den Hörer zu nutzen, sie erzwungen füttern mit selbst-zerstörerischen und suizidalen Idealen, um damit hoffentlich eine Welle der Unsicherheit zu kreieren“.
Nicht alle Bands greifen auf satanische oder antichristliche Symbolik zurück. Vielen dient die Philosophie Friedrich Nietzsches als eine Quelle der Inspiration, was allerdings auch auf satanisch inspirierte Bands zutrifft (beispielsweise Destroyer – Or About How to Philosophize with the Hammer und Twilight of the Idols (In Conspiracy with Satan) von Gorgoroth, beide benannt nach Nietzsches Götzen-Dämmerung oder Wie man mit dem Hammer philosophirt). Einige Bands spielen den typischen Kriterien entsprechende Musik, ordnen sich aber keineswegs inhaltlich satanischen oder okkulten Richtungen zu; ihre Kategorisierung als Black-Metal-Bands ist daher ein Streitthema. Bei Bands, die dem Black Metal zugeordnet werden, ist ein religiöser Hintergrund aber als allgemein gegeben anzusehen.

### Drogenkonsum
Entsprechend wird auch Drogenkonsum aufgrund seiner potentiell schädlichen Auswirkungen mitunter befürwortet; einige Mitglieder der norwegischen Szene waren schwere Trinker. Die Alkoholprobleme des Abruptum-Mitglieds Jim „All“ Berger wiederum führten zu dessen Ausschluss aus dem Projekt. Michayah Belfagor (Nefandus, Ofermod) konsumierte einige Jahre lang Heroin, handelte auch damit und empfiehlt auch anderen, diesen Weg einzuschlagen; es sei ein Prozess, der das Individuum stärke. Inzwischen ist diese Phase für ihn jedoch „schon seit Langem passé“; man könne „keine wahre Gnosis unter dem Einfluss von Drogen erreichen“. Lord Ahriman von Dark Funeral hingegen ist seit 2002 oder 2003 Nichttrinker; ebenso war Varg Vikernes im Gegensatz zu einigen anderen Mitgliedern der frühen norwegischen Szene Nichttrinker.

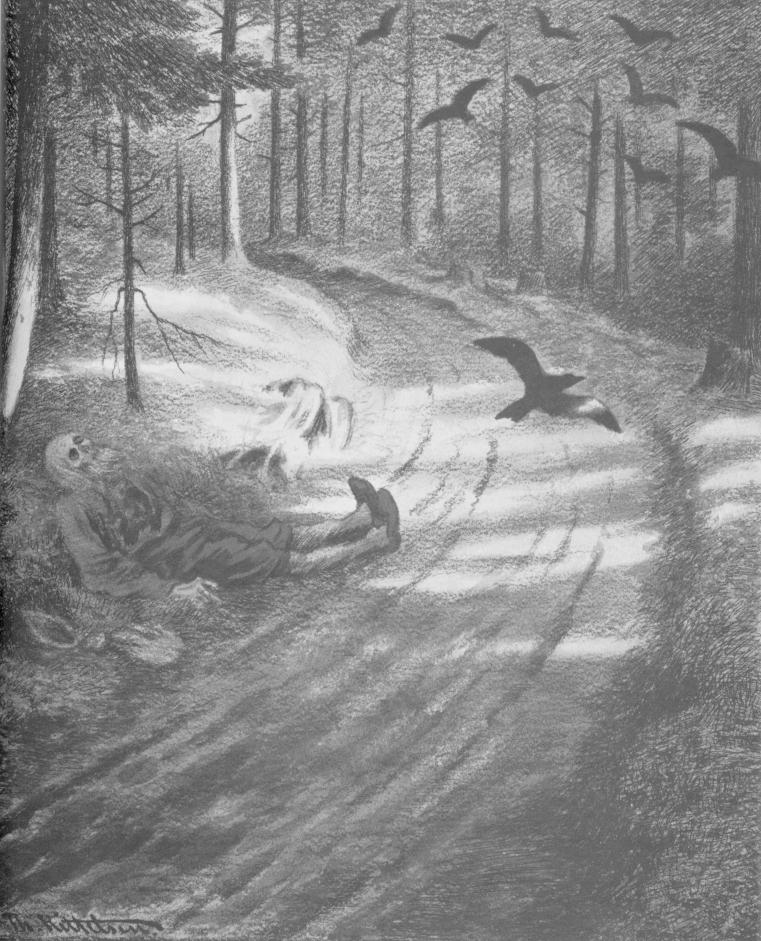
Fattigmannen von Theodor Kittelsen wurde auf Burzums Album Hvis lyset tar oss als Cover verwendet.

### Romantisches Heidentum
Der Black Metal greift in vielerlei Hinsicht Elemente der Romantik auf: Neben der Suche nach spiritueller Entfaltung des eigenen Selbst tritt eine generelle Sehnsucht nach der Natur zutage – offen zu sehen an der häufigen Motivgebung verschneiter, nebliger Wälder. Auch ein generelles Interesse an der heimischen Kultur seitens vieler Black-Metal-Anhänger, insbesondere an vorchristlicher Geschichte und Religion, zeugt von Parallelen zur Romantik, die letztlich auch in den romantischen Gemälden Theodor Kittelsens sichtbar wird, die unter anderem von Burzum, Empyrium und Carpathian Forest als Plattencover verwendet wurden. Unter dem Einfluss der sehr patriotischen norwegischen Romantik entdeckten einige Norweger für sich die Religion ihrer Vorfahren wieder. So lautet eine Passage aus dem Lied A Blaze in the Northern Sky von Darkthrone frei übersetzt: „Man brauchte ein Jahrtausend, um uns die Botschaft des Gekreuzigten zu bringen. 1.000 Jahre sind seitdem vergangen; die nächsten 1.000 Jahre sind unser!“, und das Lied Unleashed Axe-Age von der österreichischen Band Abigor handelt von Ragnarök, wobei die behandelten Geschehnisse für die Band „nichts als interessantes thematisches Material“ sind. Auch auf Fantasy beruhende eskapistische Momente treten im Black Metal auf; einige Bands wie Burzum, Summoning und Rivendell befassen sich textlich mit den Büchern des Fantasy-Autors J. R. R. Tolkien.
Bands wie In the Woods… und Enslaved bezogen sich ausschließlich auf das Heidentum ohne Elemente des Satanismus. Ebenso entstand in Deutschland eine Reihe heidnischer Bands wie Falkenbach, Adorned Brood, Tumulus, Bergthron und Menhir. Diesen Weg gingen auch Black Messiah und Andras, die als Black-Metal-Bands gegründet worden waren. Aus der Black-Metal-Szene kapselten sich dementsprechend unter anderem die Substile Pagan Metal und Viking Metal ab. Teilweise artet das Interesse an Romantik und Heidentum in nationalistischen Ideologien aus, was die Entstehung des NSBM begünstigte. Hendrik Möbus von der NSBM-Band Absurd erklärt die Hinwendung zum Heidentum durch eine Bewusstwerdung der sich u. a. in den Kirchenbränden äußernden Emotionen. Bands mit heidnischen Texten, besonders solche, die sich dem Black Metal zuordnen, werden aber vielfach vom Kern der Black-Metal-Szene verachtet, der diese als traditionell rein satanisch für sich beansprucht. Dasselbe gilt für andere nicht satanische, sich dem Black Metal zuordnende Bands. Umgekehrt treffen satanistische Bands bei heidnischen Gruppen oft auf Ablehnung, da diese den Satanismus als Teil des verhassten Christentums betrachten. So lehnt der größte Teil der NSBM-Szene Satanismus als Grundlage des Black Metal ab, bemüht sich um eine Paganisierung der Szene und bekämpft nicht-heidnische Bands.
Ein wichtiges Charakteristikum ist ein gewisser Elitarismus, da man sich als der allgemeinen Masse überlegen ansieht. Einige Bands wie Satyricon oder Gorgoroth treten in ihren Texten und Statements teilweise für sozialdarwinistische Gedanken ein. So meinte King ov Hell (ehemaliger Bassist von Gorgoroth) im Namen seiner Band, dass der Mensch um jeden Preis sich selbst erfüllen muss, selbst wenn dies Mord erfordere.
Aus Sicht des Sozialwissenschaftlers Martin Langebach ist Black Metal primär eine „kulturelle Ausdrucksform für eine kulturkritische bis -pessimistische Gesellschaftssicht, die sowohl die Zerstörung der Natur als auch die Macht der Kirche anklagt, ihren Humanismus und Kollektivismus und den Kapitalismus mit seinen Trends und Moden verachtet“. Diesem stellt Black Metal konstitutiv einen „radikalen Nihilismus und Individualismus“ entgegen. Allerdings verherrlichen Black-Metal-Anhänger auch die von der Inquisition oder totalitären Regimen ausgehende Unterdrückung. Benjamin Hedge Olson, der seine Masterarbeit über Vielfalt, Mystik und Identität im Black Metal schrieb, sieht in diesem einen Konflikt zwischen radikalem Individualismus und Gruppenidentität mit dem Versuch, beide Pole simultan zu akzeptieren, und eine Kritik am modernen Rationalismus und Säkularismus. Letztlich gibt es auch Black-Metaller, die die Idee einer „Szene“ fundamental ablehnen, da dies dem individualistischen Grundgedanken des Black Metal widersprechen und das Individuum zur Anpassung und Konformation zwingen würde. Auch Aaron Patrick Mulvany schreibt in seiner Masterarbeit, Black Metal könne nicht generell als Szene definiert werden, wenn eine solche über ihren geographischen Raum und eine Gemeinschaft über ihre Mitgliedschaft definiert werde; im Nordosten der Vereinigten Staaten beispielsweise existiert eine ausgeprägte Gemeinschaft, aber kaum Bands und Auftritte und damit keine Musikszene. Der Metal-Untergrund wird in einer Studie von Thomas Gencarelli als global und durch diverse Medien vernetzt beschrieben; in einer Gemeinschaft, in der es mitunter keine Live-Auftritte gibt, bekommen Aufnahmen und andere Kommunikationswege eine zentrale Bedeutung.
Black Metal versteht sich als nicht massentaugliche Untergrundmusik und zugleich Lebenseinstellung für Gleichgesinnte. Als Ausdruck dieser abgrenzenden Identität entstand ein Kodex der „Trueness“. Die „Trueness“ eines Black-Metallers stellt den Grad der ideologischen Authentizität dar. Tatsächlich ist der Kodex der „Trueness“ im Black Metal weitaus rigider und ausgeprägter als in anderen Metal-Stilen, weshalb dieser Kodex Opfer vieler szeneninterner und -externer Satiren wurde.
Die extreme Ideologie und Symbolik tragen einerseits dafür Sorge, dass der harte Kern der Black-Metal-Szene niemals Massenkompatibilität erreichen wird, andererseits wirken diese in vielerlei Hinsicht auch anziehend auf Jugendliche, die darin einen Weg finden, gegen ihre Umwelt und ihre Eltern zu rebellieren.

## Musik
Trotz der verbreiteten Definition durch die Texte wird von Anhängern und Medien auch eine Erklärung über die Art der Musik vollzogen; diese bezieht sich jedoch meist auf den Stil skandinavischer Bands und schließt auch einige der bedeutendsten Veröffentlichungen sowie einige bedeutende Vertreter wie Archgoat, Beherit, Blasphemy und Sarcófago aus. Black Metal wird von Außenstehenden aufgrund vieler gewollter Dissonanzen oft als bloße Kakophonie wahrgenommen. Auch die Charakterisierung der Musik als monoton trifft nicht zwangsläufig zu: Dark Funeral beispielsweise spielt in durchgängig sehr hohem Tempo und wird oft als monoton bezeichnet, Gitarrist Micke „Lord Ahriman“ Svanberg hält aber dagegen, dass „der Teufel bei uns im Detail“ stecke und er die „extreme Aggression äußerst melodisch“ verpacke, wodurch sich beide Elemente verstärkten. Burzums Hvis lyset tar oss hingegen ist gewollt durchweg monoton, ohne Tempo- und mit nur wenigen Riffvariationen. Anders als beispielsweise im technischen Death Metal oder dem Progressive Metal ist das musikalische Können im Black Metal weniger von Bedeutung als die Atmosphäre.
Der Gesang im Black Metal wird häufig als vorrangiges Identifikationsmerkmal herangezogen. Er besteht in der Regel aus Gekrächze oder Schreien, im Unterschied zu den tiefen Growls des Death Metal. Klargesang findet vereinzelt Anwendung, meist im Zusammenhang mit akustischen Passagen. Klarer Frauengesang wird meist abgelehnt, manchmal in Verbindung mit sexistischen Aussagen. Frauen in der Szene sind eher selten und Bands mit einer rein weiblichen Besetzung, wie Ebonsight (Türkei) oder Astarte (Griechenland), Ausnahmen.
Für den Black Metal war seit seiner Erfindung ein schnelles, extrem verzerrtes Gitarrenspiel üblich. Die Gitarren werden zur Differenzierung vom Death Metal kaum bis gar nicht tiefer gestimmt. Durch die gewollte Monotonie vieler Stücke sollen hypnotische Atmosphären kreiert werden; viele Anhänger sehen in der Musik einen Weg zu tiefgehendem spirituellem Erleben. Dementsprechend existiert die Ansicht, Black Metal müsse „allein gehört werden, in Ruhe, ohne Ablenkung, als eine Art Meditation, Konzentration auf das Wesentliche, Verdunkelung der Seele, Abstieg und Fall, Wahnsinn und Tod“.

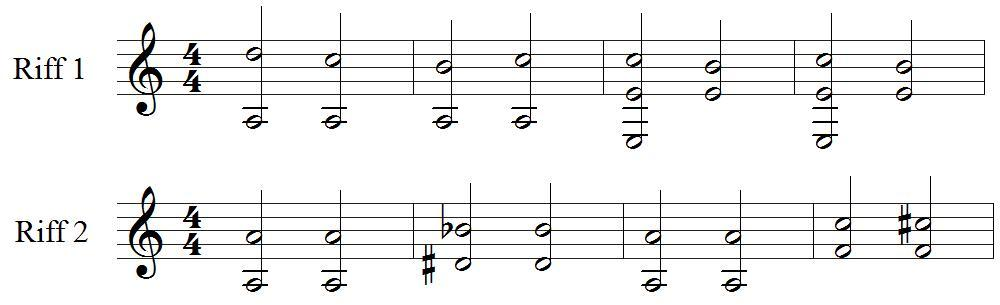
Hauptriffs von Transilvanian Hunger von Darkthrone

Die Riffs der Gitarren sind im Allgemeinen relativ simpel; der Fokus liegt vielmehr darauf, sie oft zu wiederholen, was nicht selten auch zur Erzeugung hypnotischer Passagen verwendet wird. Ein gutes Beispiel stellt das Lied Jesu død (bei der deutschen Pressung des Albums Jesus’ Tod [sic!]) von Burzum dar, bei dem dasselbe Riff ständig wiederholt und von einem schnellen, ebenfalls repetitiven Schlagzeugspiel untermalt wird. Auch bei Bands wie VON und Ildjarn oder auf Darkthrones Alben Under a Funeral Moon und Transilvanian Hunger basieren die Lieder auf der ständigen Wiederholung desselben, oft einfachen, Riffs, teilweise variiert und oft von schnellem Schlagzeugspiel begleitet. Im Gegensatz zu anderen Metalstilen werden im Black Metal nicht nur Powerchords verwendet, sondern häufig auch dissonante Intervalle und Akkorde. Durch extreme Einstellmöglichkeiten der Verzerrer der elektroakustischen Gitarrenverstärker entsteht ein Rauschen, das den atonalen Gitarrensound ausmacht, der im Black Metal stilprägend ist. Ein Beispiel ist The Loss and Curse of Reverence von Emperor, in dem die Melodien und Akkorde der Gitarren oftmals nur schwer bis gar nicht zu hören sind.
In harmonischer Hinsicht wenden sich Black-Metal-Bands häufig vom klassischen Kadenzmodell ab. Sehr oft wird auf Dissonanzen zurückgegriffen, die durch eine Verschiebung der Riffs auf eine chromatische oder dissonante Tonstufe erreicht werden. So besteht beispielsweise das Hauptriff des Liedes Beast of Prey von Marduk aus Powerchords auf den chromatischen Tönen fis, g und gis, deren Dreiklänge keinerlei tonale Beziehung zueinander haben, ähnlich ist es bei Dark Funeral. Das Hauptriff von Enriched by Evil besteht aus den Akkorden Dm, A#m und C#m, die zwar ebenfalls keine tonale Verbindung haben, der Musik aber die typische düster-melodische Komponente verleihen. Insgesamt beinhaltet Black Metal sehr starke atonale Elemente, wenngleich auch für Solopassagen und Keyboard-Arrangements häufig auf klassische Modelle für Melodik und Harmonik zurückgegriffen wird; die Lieder auf Nagelfars Hünengrab im Herbst beispielsweise sind in verschiedenen Moll-Skalen komponiert. Deathspell Omega verwendet zu Beginn des Titellieds ihres Albums Si monvmentvm reqvires, circvmspice die chromatische Tonleiter, was der Musik den chaotischen Charakter gibt, später folgen Arpeggien auf den Akkorden Aadd11+, F#add11+, C7M und G#7M.
Gitarrensoli sind im weitverbreiteten nordischen Black Metal eine seltene Ausnahme, viele Bands der norwegischen Szene und davon beeinflusste Gruppen, z. B. in Deutschland oder Polen, verzichteten gänzlich darauf. Ein kurzes Solo findet sich u. a. auf dem Lied War auf Burzums Debütalbum. In den von der ersten Welle des Black Metal beeinflussten südamerikanischen Szenen finden sich von frühen Bathory und Celtic Frost beeinflusste dissonante Soli, die z. T. mit dem Tremoloarm der Gitarre erzeugt wurden. Auf klassischen Harmonien und traditionellen Spielweisen basierende Soli werden u. a. von Dissection oder Vertretern aus Griechenland gespielt.
Schlagzeug und Gitarre werden nicht selten mit sehr hoher Geschwindigkeit gespielt, es existieren aber auch zahlreiche Black-Metal-Stücke mit eher normalem oder sogar langsamem Tempo sowie zahlreichen Wechseln; als Beispiele lassen sich hier Quintessence (langsames Tempo) oder Kathaarian Life Code (häufige Tempowechsel) von Darkthrone nennen.
Das Schlagzeug wird meist in hohem Tempo gespielt, wobei Doublebass und Blastbeats dominieren; ein konstanter Rhythmus ist ebenfalls nicht unüblich. Ein Beispiel dafür ist das Lied Transilvanian Hunger von Darkthrone, bei dem eine Art Blastbeat im 4/4-Takt, bei dem die große Trommel durchgehend gespielt wird und sich bei jedem ihrer Anschläge Hi-Hat und kleine Trommel abwechseln, über das gesamte Lied beibehalten wird.
Im nordischen Black Metal nimmt der Bass eine zurückhaltende Rolle ein, folgt häufig dem Gitarrenlauf und ist oft kaum bis gar nicht zu hören. Im griechischen Black Metal und bei Bands wie Barathrum hingegen nimmt er eine dominante Rolle ein.
Auch die oftmals bewusst sehr roh belassene Produktion ist charakteristisch. Zahlreiche Klassiker des norwegischen Black Metal (unter anderem von Mayhem, Burzum, Emperor, Gorgoroth, Immortal und Enslaved) entstanden in Eirik „Pytten“ Hundvins Grieghallen Lydstudio und weisen eine dünne Produktion auf.
Der Klang schwedischer Black-Metal-Bands ist oftmals klarer als der der Norweger. In Dan Swanös Unisound Studio wurden einige Klassiker von Dissection, Marduk und Dark Funeral aufgenommen; in den 1990ern war das Studio im Begriff, die Entsprechung zum Sunlight Studio für schwedischen Black Metal zu werden. Vertreter wie Dissection, Dawn, Necrophobic und Dark Funeral gelten mit ihrem melodischen Stil als extremes Pendant zur „Twin-Gitarren-Schule von Iron Maiden“. Marduk setzte ab Opus nocturne neue Standards in Sachen Geschwindigkeit und intensivierte diesen Stil bis zum Album Panzer Division Marduk immer weiter. Im von Peter Tägtgren betriebenen Abyss Studio nahmen Marduk und Dark Funeral ebenfalls auf, ebenso seine eigenen Bands wie The Abyss und War. Zu nennen sind außerdem Tore „Necromorbus“ Stjerna, der unter anderem bei Funeral Mist, Ofermod und Watain mitwirkte und als Produzent tätig war, und Devo Andersson, der für Nefandus, Sargatanas Reign, Ofermod und Marduk produzierte.
Während der norwegische Black Metal meist deutlich vom Death Metal differenzierbar ist, sind im Gegensatz dazu auf den Dissection-Alben The Somberlain und Storm of the Light’s Bane Stilelemente aus beiden Szenen zu hören, ebenso auf neueren Tonträgern wie Rabid Death’s Curse von Watain, Tiamtü von Ofermod und The Satanist von Behemoth.

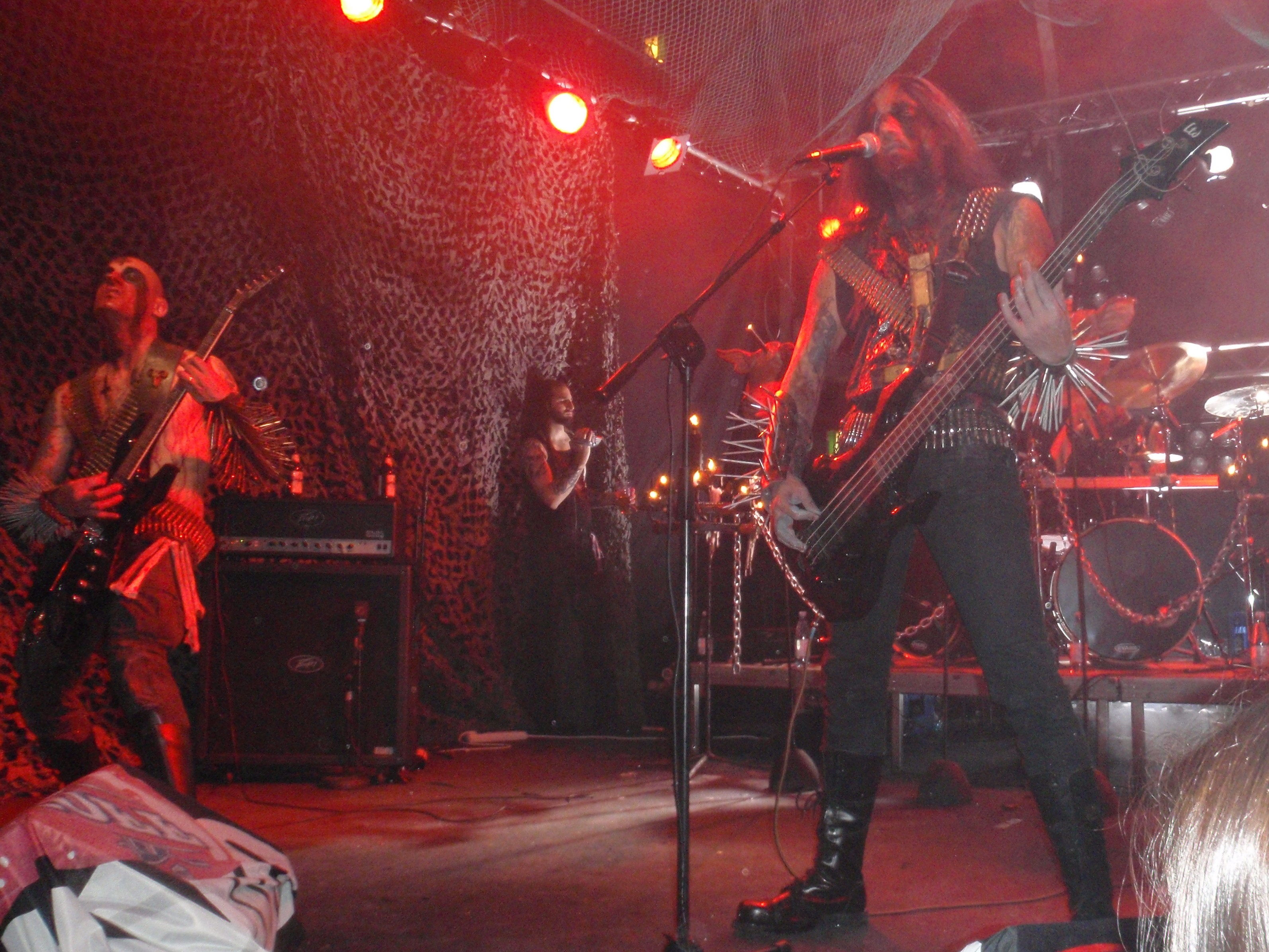
Archgoat live auf dem Black Flames of Blasphemy

Bands wie Blasphemy Archgoat, Bestial Warlust und Impiety wiederum sind frühe Vertreter eines chaotischen, vom Grindcore beeinflussten Stils, der von einigen seiner Vertreter sowie in Publikationen auch als „War Metal“, „Bestial Black Death“ oder „War Black Metal“ bezeichnet wird. Diese Bezeichnung war in den 1990ern noch nicht etabliert. Ritual Butcherer von Archgoat unterstellt Leuten, die Archgoat entsprechend kategorisieren, die Band und das, wofür sie steht, nicht verstanden zu haben. Wiederbelebt und etabliert wurde die Strömung durch Vertreter wie Conqueror und Black Witchery.
Auch der vor allem von Rotting Christ, Necromantia und Varathron geprägte, basslastigere Stil der griechischen Bands weicht stark vom nordischen ab; typischerweise basiert er auf tiefen Heavy-Metal-Riffs, die oftmals langsam gespielt werden, verbunden mit einer dunklen Gesangsstimme (und teilweise geflüsterten Passagen) und oftmals einem charakteristischen Keyboard-Klang, die zusammen eine dunkle Atmosphäre erzeugen sollen. Der griechische Sound ist außerdem von Sakis „Necromayhem“ Tolis und Magus Wampyr Daoloth, die beide unter anderem bei Rotting Christ und Thou Art Lord tätig waren, im Storm-Studio geprägt worden.
Eine weitere Stilvariation ist die Kombination aus Black und Doom Metal. Frühe Vertreter dieses Stils sind Barathrum und Unholy; auch die Frühwerke der Band Bethlehem entsprechen stilistisch dieser Mischform, die sich jedoch nicht auf den Satanismus berufen und somit dem Dark Metal zugeordnet werden. Bekanntere neuere Vertreter des Black Doom sind das vom Funeral Doom beeinflusste Projekt Nortt aus Dänemark, die norwegische Gruppe Faustcoven sowie die schwedischen Head of the Demon. Dabei reichen die Spielformen des Black Doom von Bezugnahmen auf frühe Celtic Frost und Black Sabbath bei Gruppen wie Faustcoven und Head of the Deamon bis hin zu Adaptionen des Funeral Doom und Death Industrial bei Interpreten wie Nortt und Goatpsalm.
Der atmosphärische Einsatz von Keyboards außerhalb von Intros oder Outros war in den 1980er Jahren unüblich; lediglich Bathory verwendete seltene Keyboardpassagen. Früh wurden dezente Keyboards unter anderem von Carpathian Forest, Burzum und Emperor (auf ihrer Demoaufnahme Wrath of the Tyrant nur vereinzelt, stärker ab der ersten EP Emperor und besonders auf ihrem Debüt In the Nightside Eclipse) aus Norwegen, im griechischen Black Metal sowie in Deutschland vom Projekt Baxaxaxa eingesetzt. Während insbesondere starker Keyboard-Einsatz im Underground verpönt ist, findet dieser aufgrund seiner vom genretypischen Standard abweichenden Klangfarben vor allem im „Mainstream“ zur Erzeugung und Unterstreichung bestimmter Atmosphären Verwendung. So hat das Keyboard bei Limbonic Art eine tragende Rolle bei der Melodieführung. Generell ist die Zuordnung symphonischer und keyboard-lastiger Bands zum Black Metal ein Streitthema. Im Grenzbereich zum Viking- bzw. Pagan Metal kommen gelegentlich auch traditionelle Instrumente, vor allem Holzblasinstrumente hinzu.
Ein stetig wachsender Anteil der „progressiven“ Black-Metaller bemüht sich, Elemente der Musik mit anderen Musikstilen zu verbinden. Nach Emperor folgten das Projekt Peccatum, das mittlerweile fast ganz dem Black Metal entsagt und sich einer Mischung aus Neoklassik und Jazz mit „harten“ Einlagen bedient, und die italienische Gruppe Ephel Duath, die Jazz mit hartem Metal vermischt.
Ebenso gibt es Überschneidungen mit Teilen der Industrial-Szene. Auf frühen Black-Metal-Alben sind instrumentale Intros und Outros zu finden, die zum Ambient und Industrial tendieren (das Outro zu Forest of N’Gai von Rotting Christ ist sogar direkt von Zero Kama übernommen), und bei Bands wie Abruptum Experimente mit Elementen des Death Industrial. Seit den 1990er Jahren existieren Industrial-Projekte aus dem Black-Metal-Umfeld wie Moëvöt, Aäkon Këëtrëh und Darkness Enshroud. Auch Blood-Axis-Musiker Michael Moynihan dürfte maßgeblich für das gegenseitige Interesse verantwortlich sein, da er ebenso wie Varg Vikernes im Magazin Filosofem publizierte und für sein Buch Lords of Chaos Gespräche mit zahlreichen Black-Metal-Musikern führte. Einige Bands vermischen Black Metal mit Dark Ambient und Noise, auch solche, die angeben, selbst keinen Industrial zu hören. Ein frühes Beispiel für die Vermischung von Black Metal mit Dark Ambient stellt Burzums Album Filosofem dar, weitere Vertreter sind unter anderem Xasthur, Blut aus Nord, Vinterriket, Darkspace und Striborg. Diese Black-Metal-/Ambient-„Hybride“ können sowohl naturorientierter wie Vinterriket ausfallen oder „astraler“, wie Darkspace. Das Ergebnis kann aber auch bei ein und derselben Band zwischen verstörenderem, industrial-lastigerem Klang und black-metal-lastigerer Ausrichtung schwanken. Musiker wie Mikko Aspa und Nordvargr wiederum sind in beiden Szenen in mehreren bekannten Projekten aktiv.
Das Einbringen von Ambient-Elementen in den Black Metal wird zeitweilig auf Einflüsse deutscher Elektronik-Musiker wie Klaus Schulze oder Conrad Schnitzler zurückgeführt. So verwendeten Mayhem auf ihrem Demo Deathcrush die Schnitzler-Komposition Silvester Anfang als Intro; Mayhem-Gitarrist Øystein Aarseth hatte Schnitzler zuvor in Berlin besucht und die persönliche Erlaubnis zur Verwendung dieses Stücks erhalten. Ein weiteres direktes Beispiel ist das Fenriz-Projekt Neptune Towers, das sich direkt auf Klaus Schulze und dessen frühere Band Tangerine Dream sowie Kraftwerk als Vorbilder beruft.
Eine Verbindung von Black-Metal- und Industrial-Rock-/-Metal-Einflüssen existiert seit Beginn der 1990er Jahre durch Bands wie Mysticum aus Norwegen oder das multinationale Seitenprojekt Diabolos Rising von Mika Luttinen (Impaled Nazarene) und Magus Wampyr Daoloth (Necromantia).
Eine neuere Entwicklung ist die Vermischung von Black-Metal- und Post-Rock- oder Shoegazing-Elementen durch Bands wie Alcest, Wolves in the Throne Room und Caïna.
In Bezug auf Fremdeinflüsse zeigt sich die Black-Metal-Szene wesentlich rigider in ihren „Reinheits“-Vorstellungen als die traditionelle Metal-Szene. Bands, die „versuchen[,] auf Teufel komm raus innovativ oder originell zu scheinen, anstelle einfach nur ehrlich zu sein“ und sich dabei dem Black Metal zuordnen, werden häufig genau deswegen abgelehnt. Innerhalb der Szene ist diesbezüglich jedoch auch eine Diskussion im Gange. Während die eine Partei gegen jegliche Abweichung sturmläuft, kritisiert die andere, dass die Ablehnung von Entwicklung „genau das Gegenteil von dem, was Black Metal ursprünglich war“, sei; Alben wie Mayhems Debüt De Mysteriis Dom Sathanas, auf die sich die Szene beriefen, seien schließlich auch „etwas […] revolutionäres und neues, was es so vorher nicht gegeben hat, gewesen.“ Innovation sei „sogar unausweichlich, wenn das Genre nicht wie z. B. Punk oder Rock’n'Roll an sich selber ersticken will“. Forciert durch jene Meinungsverschiedenheiten entstanden für Bands, die Black-Metal-Elemente mit Fremdeinflüssen verbinden, alternative Bezeichnungen wie zum Beispiel Dark Metal. Dazu gehören u. a. Bands wie Cradle of Filth, Dimmu Borgir, Agathodaimon, Bethlehem, Eisregen, Mystic Circle und Nocte Obducta.

## Auftreten

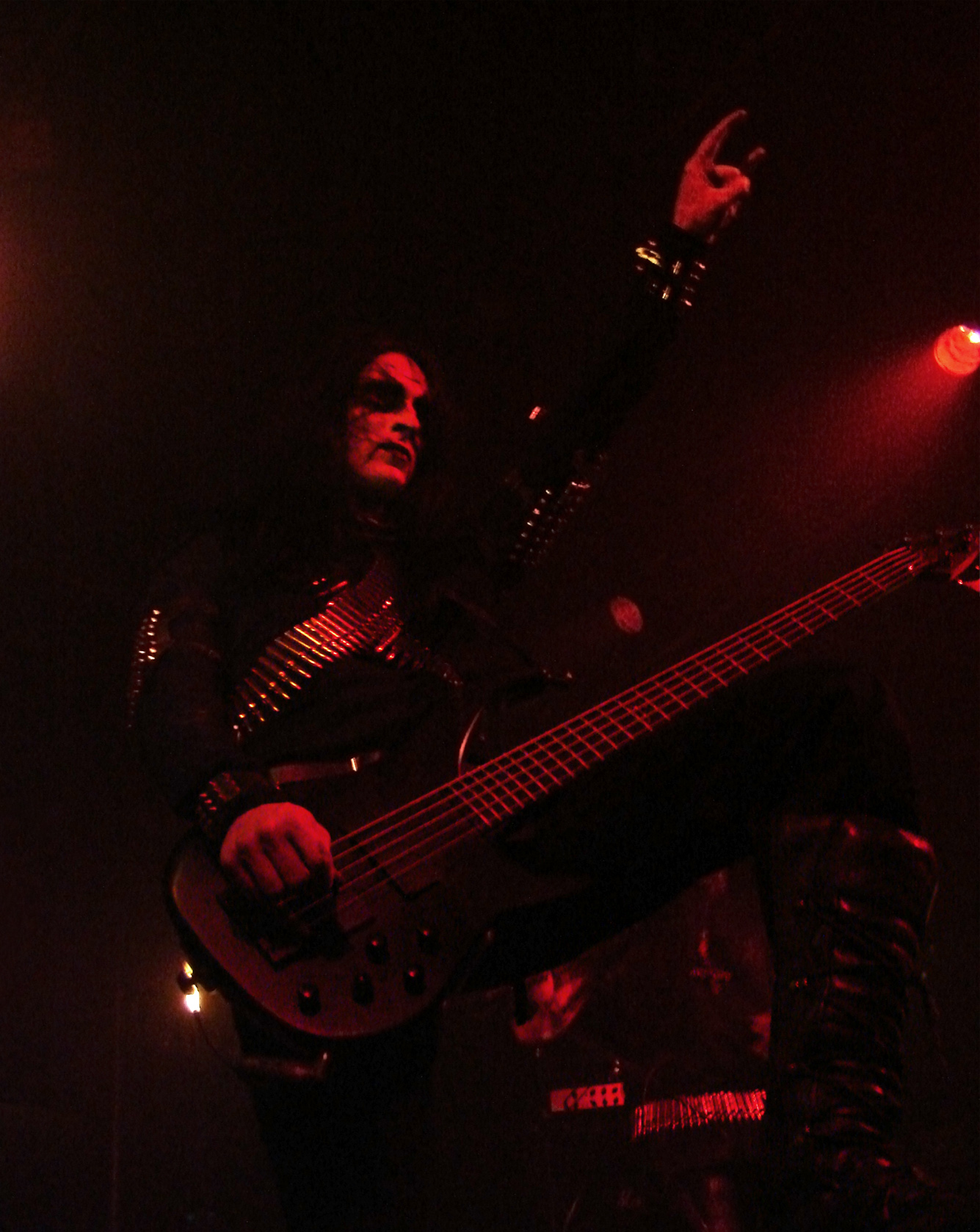
Für viele Gruppen des Black Metal typisches Bühnenoutfit (hier King ov Hell, Ex-Gorgoroth): Schwarze Kleidung, Corpsepaint, Patronengurte und Nieten

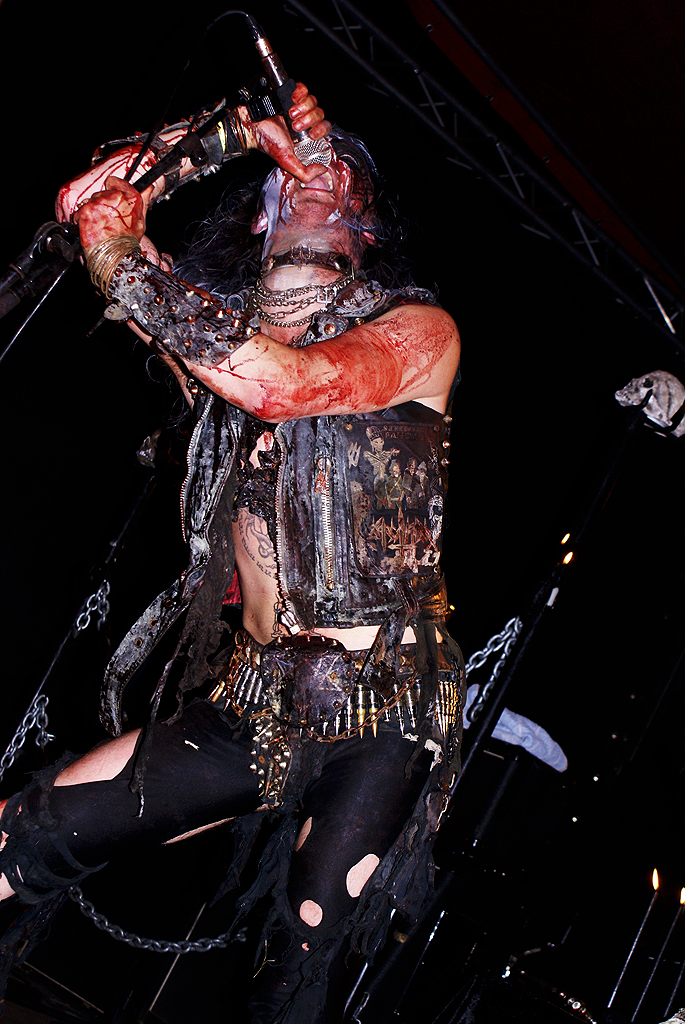
Erik Danielsson von Watain mit zerrissener Kleidung und blutüberströmt

Image und äußere Erscheinung spielen in der Szene eine relativ große Rolle. Aufgrund des satanischen Hintergrunds wurde ein düsteres, teils beabsichtigt abschreckendes Erscheinungsbild gewählt, was durch schwarze (Leder-)Kleidung, Nietenschmuck und Patronengurte verdeutlicht wird; auch die meist langen Haare werden oft schwarz gefärbt. Accessoires wie Drudenfüße und Petruskreuze sind üblich, ebenso das Posieren mit mittelalterlichen Waffen wie Schwertern, Äxten oder Stachelkeulen.
Häufig findet sich bei Musikern, seltener bei Fans eine als Corpsepaint (oder auch Warpaint) bezeichnete, meist schwarz-weiße Gesichtsbemalung wieder. Aufgrund der verwendeten Farben wird oftmals eine Analogie zur Hard-Rock-Band Kiss hergestellt. Dass diese Herleitung falsch ist, zeigt sich bereits in den Unterschieden im Bemalungsstil und den verwendeten Motiven. Gelegentlich verwenden die Black-Metaller zur Schminke auch Kunst- oder echtes Blut. Die Gesichtsbemalung wird in der Regel ausschließlich auf Promo-Bildern und bei Liveauftritten von Bands verwendet, sofern sie überhaupt auftreten; viele Black-Metal-Bands geben generell keine Auftritte, unabhängig davon, ob es sich um Ein- oder Zwei-Mann-Projekte handelt oder nicht; diese engagieren, wenn sie auftreten, dafür Gastmusiker. Einige Szenemitglieder vertreten die Ansicht, Black Metal gehöre „[g]enerell […] nicht auf die Bühne“ und müsse „allein gehört werden“.
In der Regel verwenden die Musiker und anderen aktiven Szenemitglieder Pseudonyme, die oft mit Herrschafts- oder Adelsbezeichnungen oder -prädikaten verbunden sind. Diese sollen die Musik und die Ideologie unterstreichen (Infernus) und finden ihren Ursprung oft in jüdischer oder christlicher Dämonologie (Baron von Abaddon, Legion), nordischer (Fenriz), griechischer (z. B. Zephyrous), babylonischer/sumerischer oder anderer nicht-christlicher Mythologie oder in den Büchern J. R. R. Tolkiens (Count Grishnackh, Shagrath).

### Grafische Gestaltung
Black-Metal-Bands verwenden, ähnlich wie auch Vertreter des Death Metals, oft aufwendig gestaltete Logos als Markenzeichen. Dieses kann wie bei Burzum von einer einfachen Zeile in gebrochener Schrift bis hin zu aufwendig gestalteten kalligrafischen Zeichnungen variieren. Oft ist der Bandname gewollt unleserlich.
Im Gegensatz zu den Logos im Death Metal werden im Black Metal vermehrt Symbole wie Pentagramme, umgedrehte Kreuze und andere satanistische Symbole, sowie Kriegswaffen wie Maschinengewehre, Schwerter, Morgensterne und Keulen eingebaut. Die Bands Ondskapt und Katharsis verwenden Dämonengestalten in ihren Logos.
Pagan-Metal-Bands greifen dementsprechend auf heidnische Symbole zurück, und im NSBM findet sich NS-Symbolik. Bei Graveland fand sich zunächst ein umgedrehtes Kreuz im Logo. Als sich die thematische Ausrichtung der Gruppe zugunsten des Neopaganismus änderte, wurde das Kreuz durch einen Thorshammer ersetzt.
Ein bekannter Logokünstler ist Christophe Szpajdel, der mehr als 7000 Bandlogos, u. a. für Venom und Emperor entworfen hat.

## Kritik
Auch innerhalb der Metal-Subkultur selbst „genießt“ der Black Metal einen zweifelhaften Ruf. Die Art von Ethik, auf die diese Kritik zurückgreift, besitzt in den Augen der dadurch Angegriffenen allerdings keinerlei Relevanz. Aus Sicht seiner Kritiker mutet das Gedankengut, das über die Texte und Aussagen in Interviews und Szenepublikationen befördert wird, extrem und befremdlich an; Black-Metaller erscheinen selbst aus der Sicht anderer Metaller oft als sonderbare Personen. Es ist unbedingt anzumerken, dass die oben erklärte Ideologie nicht unbedingt auf jeden Szenegänger zu übertragen ist. Einige akzeptieren das vermittelte Gedankengut nur zu einem gewissen Grad, viele Fans machen einen Unterschied zwischen den Einstellungen und der Musik jener Bands; während sie einerseits das künstlerische Schaffen dieser Gruppen schätzen, klammern sie den Rest dieser Persönlichkeiten aus und dulden somit auch NSBM-Bands. Andererseits werden NSBM-Bands und ähnliches häufig ganz boykottiert.
Ein Hauptangriffspunkt liegt oft darin, dass viele Black-Metal-Bands in ihren Texten und ihren Aussagen mit Themengebieten wie Krieg, Nationalsozialismus, Rassismus und generell allen Arten des Tötens in einer scheinbar inflationären und unbekümmert-unreflektierten Weise hantieren. Selbst wenn dies nicht aus Überzeugung, sondern „nur“ aus Provokation geschieht, werde die Brisanz dieser Thematiken auf gefährliche Art und Weise von ihnen verharmlost. So wird der Band Marduk häufig Kriegsverherrlichung vorgeworfen, was diese auch nur halbherzig zu dementieren versucht.
Entsprechende Aussagen wurden teilweise auch von der „Prominenz“ der Szene getätigt. So ließ der Norweger Jan Axel „Hellhammer“ Blomberg (u. a. Mayhem, Arcturus, Dimmu Borgir) des Öfteren verlauten, Black Metal sei „etwas für Weiße“ und forderte, „daß Norwegen wieder ein ausländerfreies Land wird“; er möge keine Ausländer, und Norwegen solle „wieder von nur einer Rasse bewohnt werden. Die Vermischung verschiedener Rassen“ erzeuge „lediglich Probleme“. Von Mitgliedern weiterer Bands wie Darkthrone, Emperor oder Satyricon, die als „Szene-Ikonen“ gelten, sind ebenfalls derartige Äußerungen bekannt, die in den 1990er Jahren getätigt wurden. Beispielsweise wurde im Metal-Magazin Legacy unter der Überschrift Polnischer Stolz ein Interview mit Graveland abgedruckt, in dem eindeutig nationalistische und rassistische Aussagen Verwendung fanden. Besonders einzelne Musiker verdeutlichen die Existenz dieser Problematik entscheidend; war es früher noch der rechtsradikale Varg Vikernes, so wurde beispielsweise der in mehrere Verbrechen verwickelte Ex-Sänger von Gorgoroth, Gaahl, im Mai 2004 zu einer 14-monatigen Haftstrafe und einer Geldstrafe in Höhe von 190.000 norwegischen Kronen verurteilt, nachdem er einen Mann verprügelt hatte und danach bedroht haben soll; Gaahl selbst stellt seine Tat als Selbstverteidigung dar. Angesichts der Tatsache, dass es nicht nur von seiner Band regelmäßig Skandale zu hören gibt und viele Musiker auf eine immer extremere Selbstdarstellung zurückgreifen, wird vielen der Black-Metaller eine getrübte Sicht der Realität nachgesagt.
Jedoch sind sich vor allem Black-Metal-Anhänger selbst dieser Kritik bewusst und stellen sich entschieden dagegen. Einstige zweifelhafte Behauptungen von Emperor- und Darkthrone-Mitgliedern sind seit Jahren dementiert, die vorherrschende Einstellung gegenüber der Black-Metal-Philosophie ist, dass sie unpolitisch bleiben muss.

### Deutsch
- Michael Moynihan, Didrik Søderlind: Lords of Chaos – Satanischer Metal: Der blutige Aufstieg aus dem Untergrund., Index Verlag / ProMedia, Zeltingen-Rachtig 2005, ISBN 3-936878-00-5; englische Originalausgabe: Feral House, Los Angeles 2003, ISBN 0-922915-94-6.
- Christian Dornbusch, Hans-Peter Killguss: Unheilige Allianzen – Black Metal zwischen Satanismus, Heidentum und Neonazismus. 3. korr. Auflage. Münster, Unrast Verlag, 2007, ISBN 978-3-89771-817-3.
- Martin Langebach: Die Black-Metal-Szene: Eine qualitative Studie. Saarbrücken, VDM Verlag, 2007, ISBN 978-3-8364-1413-5.
- Roman Seidl: Ideologie im Black Metal: Eine psychologische Analyse zu Neuheidentum und rechtsextremer Gesinnung. Saarbrücken, VDM Verlag, 2008, ISBN 978-3-8364-5649-4.
- Alexander Fuchs, Carsten Majewski: Black Metal – Musiksoziologische Analyse der Darstellungsformen und -inhalte einer Subkultur. Diplomica Verlag, 2000, ISBN 3-8324-2550-0.
- Dietmar Dath: Das mächtigste Feuer – Die Kriegsfantasie als Nukleus von Moderne und Gegenmoderne in Pop oder/und Avantgarde. 3: Wehrsportgruppe BURZUM: Heavy-Metal-Soldaten in Odins Rassenkrieg. In: testcard #9: Pop und Krieg. Ventil Verlag, Mainz 2000, ISBN 3-931555-08-9, S. 70–73.

### Englisch
- Garry Sharpe-Young: Rockdetector. A-Z of Black Metal. I.P. Verlag, Berlin 2001, ISBN 3-931624-89-7.
- Karl Jones: A Blaze in the Northern Sky: Black Metal Music and Subculture – An Interactionist Account. University of Manchester (Department of Sociology), 2002, ISBN 0-946180-60-1.
- Jason Forster: Commodified Evil’s Wayward Children: Black Metal and Death Metal as Purveyors of an Alternative Form of Modern Escapism. VDM Verlag, Saarbrücken 2008, ISBN 978-3-639-01060-2.
- Peter Beste: True Norwegian Black Metal. Vice Books, 2008, ISBN 978-1-57687-435-6 (Fotobuch).
- Dayal Patterson: Black Metal: Evolution of the Cult. Feral House, Port Townsend 2013, ISBN 978-1-936239-75-7 (englisch).
- Bill Peel: Tonight It’s a World We Bury. Black Metal, Red Politics. Repeater Books, London 2023, ISBN 978-1-914420-36-8.

## Dokumentationen
- NRK: Det svarte alvor, 1994.
- TV 2: Satan rir media / Satan Rides the Media, 1998.
- Sam Dunn: Norwegian Black Metal, 2006 (Dokumentarkurzfilm).
- Pål Aasdal, Martin Ledang: Once Upon a Time in Norway, 2007.
- Ted Skjellum: The Misanthrope, 2007.
- Aaron Aites, Audrey Ewell: Until the Light Takes Us, 2009.